# Lâu đài Wawel
Lâu đài Wawel là một tòa lâu đài nằm ở trung tâm Kraków, Ba Lan. Được xây dựng theo lệnh của Vua Casimir III Đại đế, lâu đài này bao gồm nhiều công trình kiến trúc nằm xung quanh sân chính theo phong cách Ý. Là một trong những lâu đài lớn nhất ở Ba Lan, Wawel đại diện cho gần như tất cả các phong cách kiến trúc châu Âu thời trung cổ như Roman, Phục hưng và ba-rốc. Lâu đài Hoàng gia Wawel và Đồi Wawel mang ý nghĩa văn hóa và lịch sử to lớn của quốc gia này. Năm 1978, lâu đài này được tuyên bố là Di sản Thế giới UNESCO - và là một phần của Trung tâm Lịch sử của Krakow.
Là nơi cư ngụ của các vị vua của Ba Lan và biểu tượng của quốc gia Ba Lan trong nhiều thế kỷ, lâu đài hiện là một trong những bảo tàng nghệ thuật nổi tiếng hàng đầu của đất nước này. Được thành lập vào năm 1930, bảo tàng bao gồm mười bộ phận giám tuyển (các chuyên gia tư vấn chuyên môn nghệ thuật) chịu trách nhiệm về các bộ sưu tập tranh, bao gồm một bộ sưu tập quý giá về tranh Phục hưng Ý, tranh in, điêu khắc, tranh dệt, trong đó có bộ sưu tập tấm thảm dệt Zygmunt II của Ba Lan, tác phẩm của thợ kim hoàn, vũ khí và áo giáp, gốm sứ, đồ sứ Meissen, và đồ nội thất cổ. Các bảo tàng lưu giữ những tác phẩm nghệ thuật phương Đông bao gồm bộ sưu tập lều Ottoman lớn nhất ở châu Âu. Với bảy xưởng bảo tồn phục chế riêng, bảo tàng cũng là một trung tâm quan trọng để lưu giữ các tác phẩm nghệ thuật.

## Lịch sử

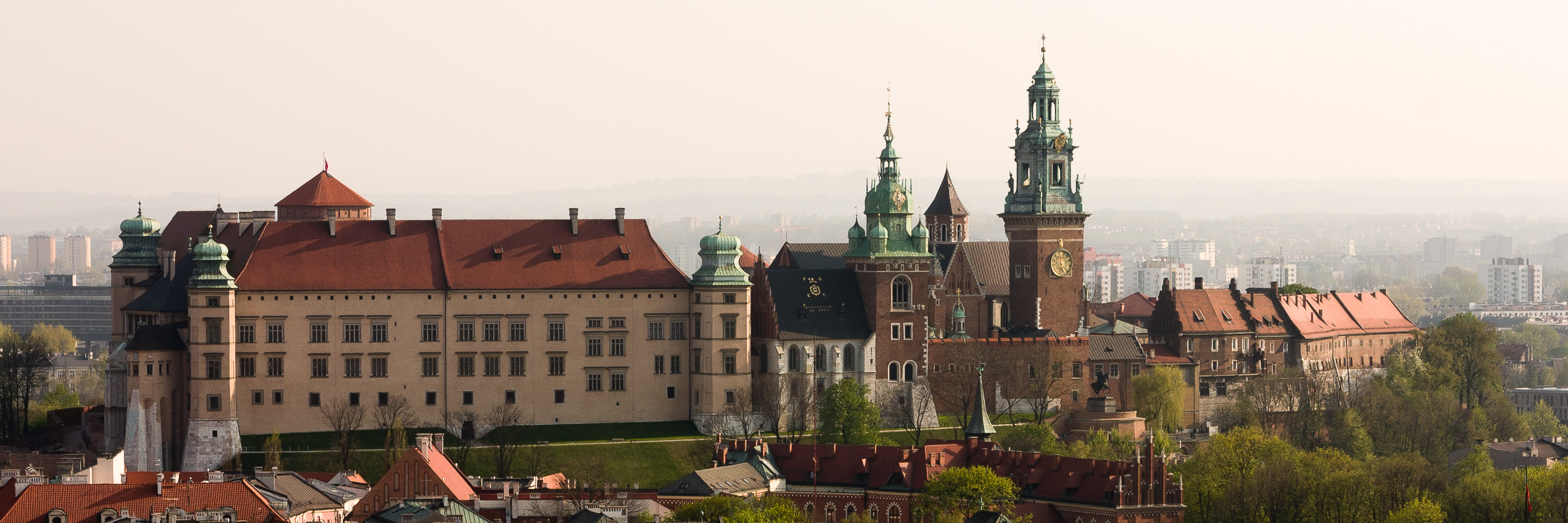
Wawel nhìn từ Vương cung thánh đường Thánh Mary

Cư dân đã sống trên đồi Wawel, tại vị trí của Lâu đài từ năm mươi nghìn năm trước, từ Thời đại Cổ sinh. Cuộc sống định cư nhộn nhịp với nhiều hoạt động thương mại, các loại hàng thủ công và nông nghiệp địa phương. Ngày càng có nhiều người bắt đầu đến định cư trên đồi Wawel và giao thương trở nên phát triển hơn, những nhà cai trị Ba Lan cũng chuyển đến cư trú tại đồi Wawel.
Trong suốt đầu thế kỷ 16, Vua Zygmunt I của Ba Lan (Zygmunt I ở Ba Lan) và vợ ông đã đưa về đây các nghệ sĩ giỏi nhất từ trong đến ngoài nước, bao gồm các kiến trúc sư, nhà điêu khắc và nhà trang trí người Đức, để tân trang lại lâu đài thành một cung điện Phục hưng lộng lẫy. Lâu đài này nhanh chóng trở thành một tuyệt phẩm, một dinh thự trang nghiêm ở Trung và Đông Âu, và được lấy làm mẫu điển hình trên toàn khu vực. 

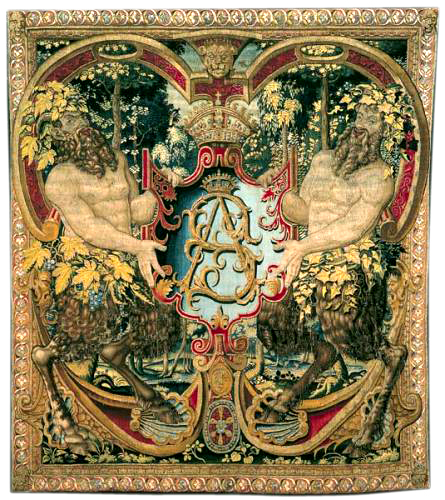
Những tấm thảm hình yêu tinh, chẳng hạn như tấm thảm này với chữ "SA" viết tắt tên của Vua Sigismund Augustus của Ba Lan, Brussels, c. 1555, là một phần của tác phẩm thảm tường Jagiellonian nổi tiếng, còn được gọi là Wawel Tapestries hoặc Wawel Arrases.

Trong trận hỏa hoạn năm 1595, phần phía đông bắc của lâu đài đã bị thiêu rụi. Mặc dù Vua Zygmunt III Waza đã nỗ lực cho tu sửa lại phần kiến trúc bị phá hủy đó, chỉ có Cầu thang Senator và lò sưởi trong Phòng Bird vẫn còn cho đến ngày nay. Năm 1609, Vua Sigismund dời đô đến Vác-sa-va, Wawel bước vào thời kỳ khó khăn. Cả lâu đài và các tòa nhà khác đều bị bỏ rơi bất chấp sự lo lắng của các thống đốc địa phương. Những cuộc xâm lược của Thụy Điển vào năm 1655-1657 và 1702 lại càng làm cho lâu đài này xuống cấp.

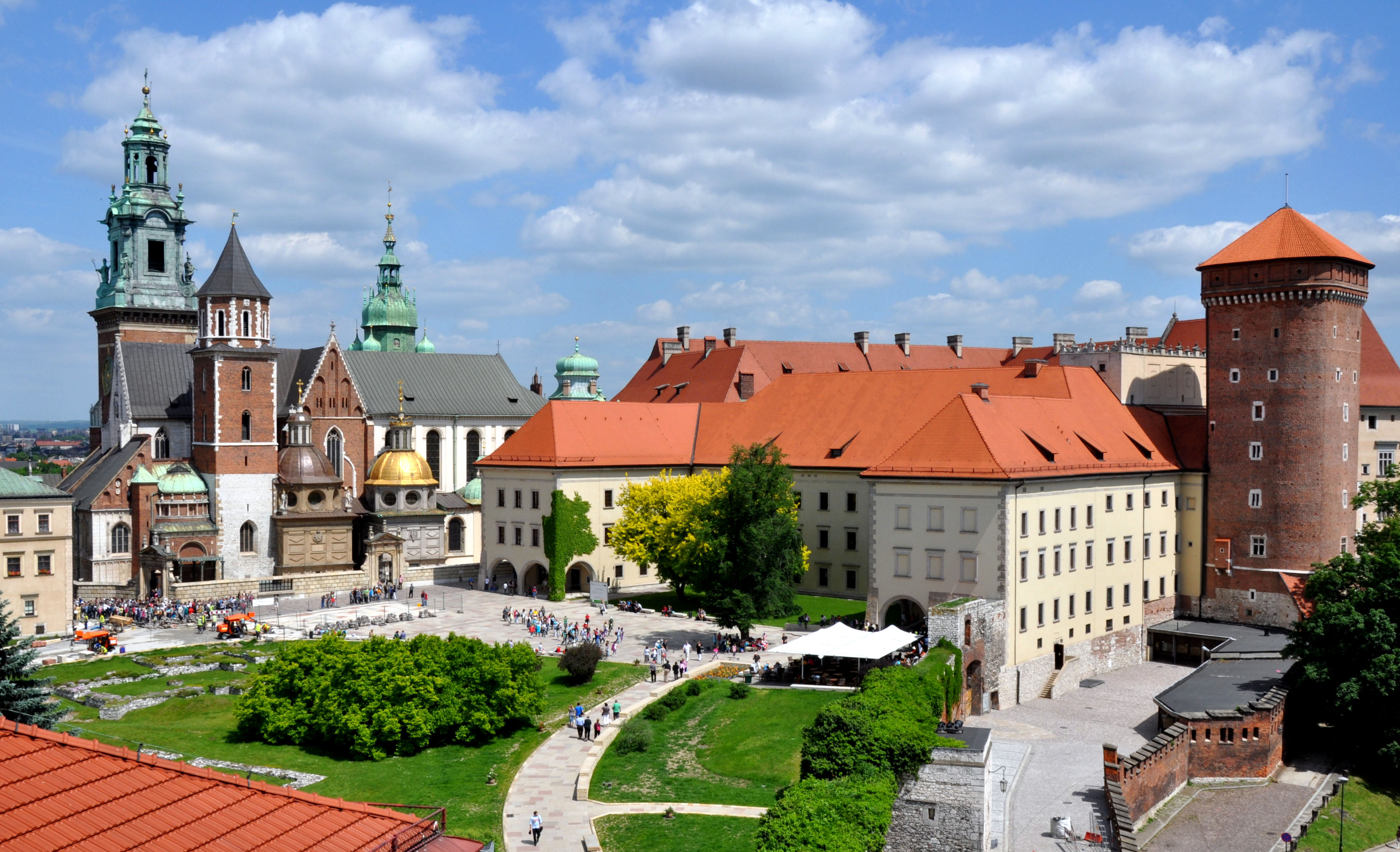
Lâu đài Wawel với nhà thờ nhìn từ bên trái.

Ngọn đồi Wawel đã bị quân đội Phổ chiếm đóng vào năm 1794. Huy hiệu Hoàng gia đã bị đánh cắp và không bao giờ lấy lại được (ngoài Szczerbiec). Sau sự kiện Phân vùng thứ ba của Ba Lan (1795), Wawel, được xem là một vị trí phòng thủ quan trọng, phần lớn đã bị phá hủy, phần ít ỏi còn lại được người Áo hiện đại hóa với những bức tường phòng thủ. Nội thất của lâu đài đã được thay đổi, trong khi một số tòa nhà thì bị kéo sập. Trong nửa cuối thế kỷ 19, người Áo đã biến các bức tường phòng thủ trước đây thành một phần của thành trì. Tuy nhiên, vào năm 1905, hoàng đế Franz Joseph I của Áo đã ra lệnh cho quân đội Áo rời khỏi Wawel. Công việc trùng tu bắt đầu, với việc khám phá Rotunda- Nhà Tròn của Đức Mẹ Mary cũng như các di tích khác trong quá khứ. Việc cải tạo Đồi Wawel được tài trợ bởi các quỹ quyên góp cộng đồng.
Sau Thế chiến I, chính quyền mới độc lập của Đệ Nhị Cộng hòa Ba Lan quyết định rằng Lâu đài Wawel sẽ trở thành dinh thự đại diện của nhà nước Ba Lan, sẽ được sử dụng trước hết là bởi Thống đốc, và sau đó là Tổng thống. Năm 1921, Quốc hội Ba Lan đã thông qua một nghị quyết cho phép Wawel trở thành nơi cư trú của Tổng thống Ba Lan. Sau sự tàn phá của Thế chiến II, theo sắc lệnh của Hội đồng Quốc gia Nhà nước, lâu đài Wawel trở thành Bảo tàng quốc gia.

## Kho bạc và kho vũ khí
Kho bạc Crown nằm trong các căn phòng cổ mang kiến trúc Gô- tích - nơi được sử dụng từ thế kỷ 15 để lưu giữ phù hiệu đăng quang của Ba Lan và Vương miện Ngọc, trưng bày các đồ vật vô giá từ Kho bạc cũ còn sót lại, trong số đó có các kỷ vật của các vị vua Ba Lan bao gồm cả đồ lưu niệm của các thành viên hoàng gia và các nhân vật xuất chúng khác, như chiếc mũ và thanh kiếm được trao cho John III Sobieski sau trận chiến Vienna, cũng như thanh kiếm đăng quang Szczerbiec.

## Những khu chính
- Khu phòng Họp chính: Khu vực này bao gồm các phòng lớn nhất và tráng lệ nhất trong dinh thự cũ của hoàng gia. Trong số đó có Deputies’s hall, còn được gọi là Hội trường của phái viên, với trần nhà được trang trí bằng chạm khắc gỗ hình đầu người. Khu vực này gồm các phòng thời Phục hưng và Ba-rốc. Senators’ Hall là căn phòng lớn nhất lâu đài, nơi Thượng viện gặp nhà vua, cũng là nơi tổ chức những yến tiệc lớn. Đây là khu vực trưng bày bộ sưu tập thảm nổi tiếng của Vua Zygmunt II của Ba Lan, các bức chân dung hoàng gia, tranh Old Master của Ý và Hà Lan, và đồ nội thất thời Phục hưng Ý.
- Khu nhà ở Hoàng gia: Những phòng này từng được dùng làm nơi ở của các vị vua và hoàng thất, các chính trị gia và những vị khách quý. Một số phòng được trang trí với đồ đạc thời Phục hưng và những bức tranh Ý từ Bộ sưu tập Lanckoroński. Ba căn phòng trong số đó được thiết kế với trần nhà gỗ theo phong cách Phục Hưng cổ điển, trong khi một số phòng khác được sơn sặc sỡ; trưng bày đồ vật của triều đại Saxon Wettin, bao gồm bộ sưu tập đồ sứ Meissen và bàn bằng bạc; hoặc là trang trí theo phong cách tân cổ điển.
- Triển lãm "The Lost Wawel" (tạm dịch: Wawel - thời hoàng kim đã mất): Phòng Triển lãm này trưng bày các kỷ vật còn sót lại từ đầu thế kỷ thứ 10 của Nhà Tròn Đức Mẹ Mary, nhà bếp hoàng gia thế kỷ 16, chuồng ngựa hoàng gia thế kỷ 17, và nhà huấn luyện của thế kỷ 18. Vô số đồ vật được khai quật trong các công trình khảo cổ được trưng bày tại đây. Các thành tựu kiến trúc được mô phỏng qua các bảng chiếu, mô hình của Wawel thế kỷ 18, và hình ảnh ảo của các tòa nhà thời kỳ La Mã cổ đại và La Mã. Các tác phẩm điêu khắc đá thời Phục hưng và bia đá được bày trong Lapidarium.
- Triển lãm "Nghệ thuật phương Đông": Sáu phòng trưng bày thảm tường, biểu ngữ, đồ vật trang trí treo tường, vũ khí Ba Tư và Thổ Nhĩ Kỳ, gốm sứ Nhật Bản và Trung Quốc. Triển lãm tập trung vào Vua John III Sobieski và Trận Vienna năm 1683.
- Vườn hoàng gia
- Hang rồng Dragon's Den: Đây là một hang động ở sườn phía tây của ngọn đồi. Đây cũng là nơi cư trú của nhân vật huyền thoại nổi tiếng nhất của Krakow - Rồng Wawel. Gần lối ra của hang là bức tượng con rồng năm 1972 của Bronisław Chrom. Bức tượng này được thiết kế vòi phun lửa phía trong miệng rồng.

## Mảnh cột vỡ ở Chicago
Một đoạn cột của Lâu đài Wawel đã được đưa thành một phần của Tháp Tribune tại Chicago. Khi tháp đang được xây dựng vào đầu thập niên 1920, một đội quyền Anh từ Ba Lan đã đem viên đá này trong dịp đến Mỹ thi đấu.

## Thư viện ảnh

Khu chính lâu đài Wawel
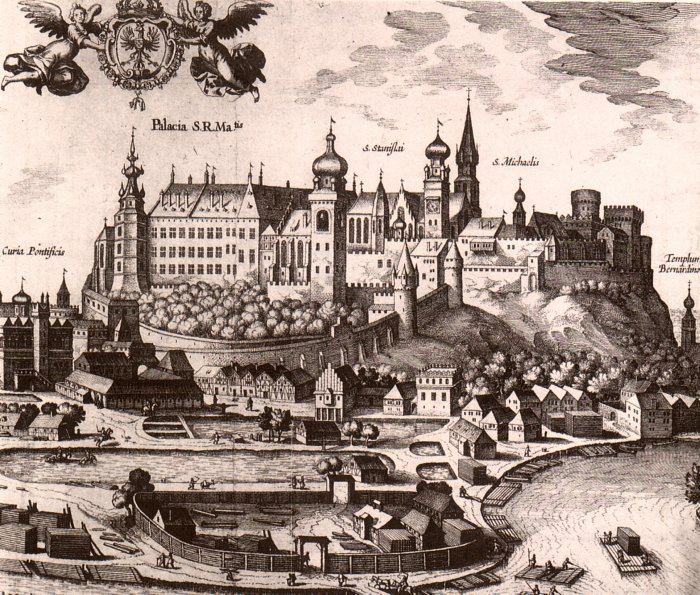
Một khúc gỗ của lâu đài Wawel năm 1617
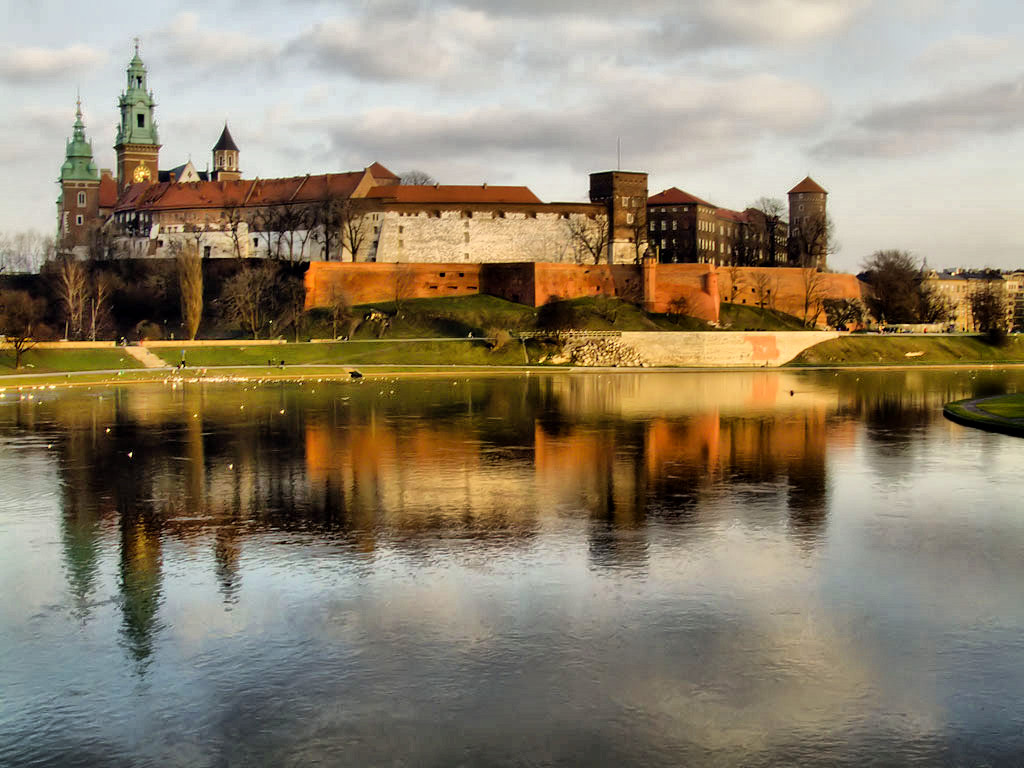
Lâu đài nhìn từ cầu Dębnicki
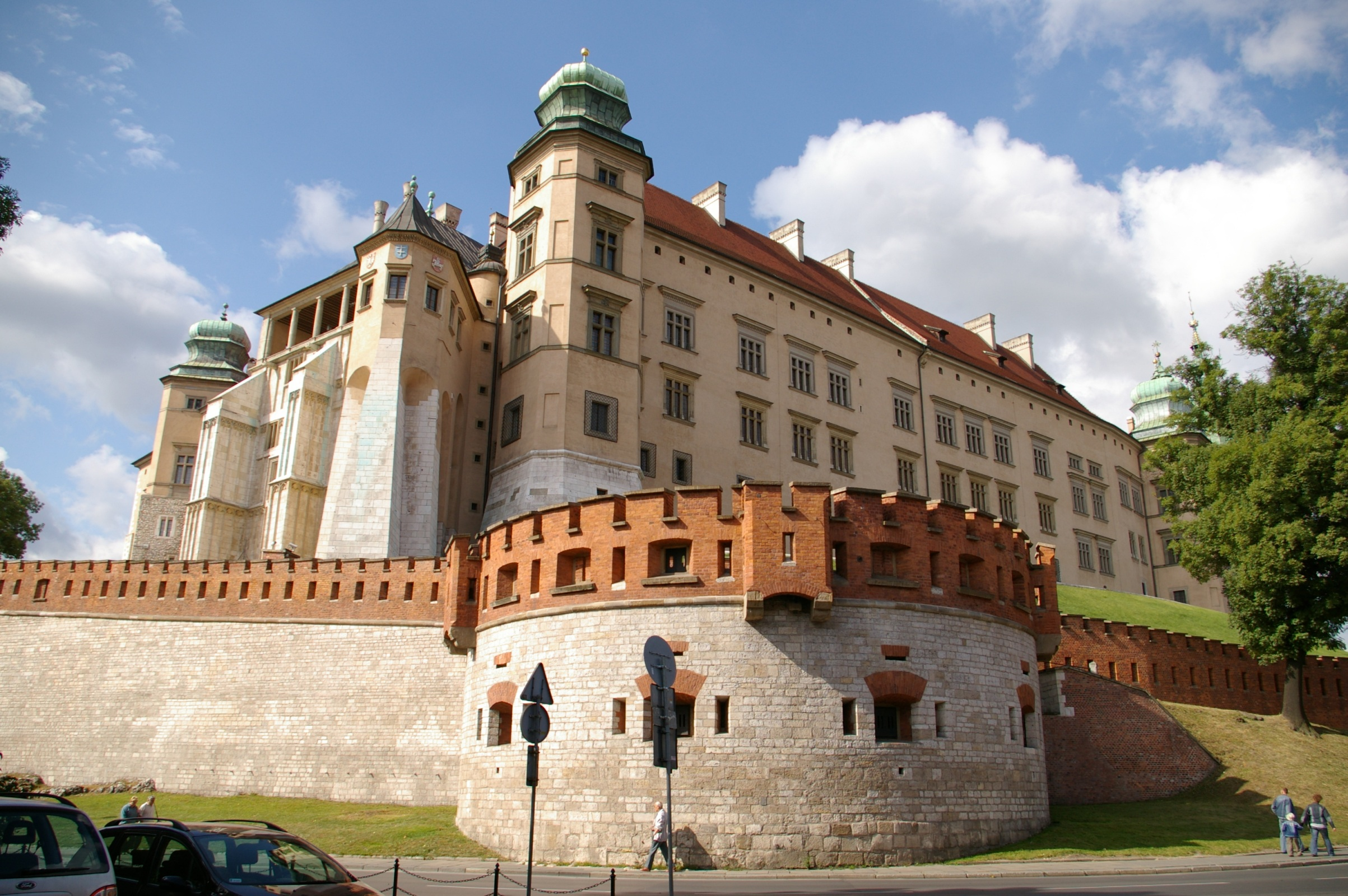
Tháp Zygmunt III Waza (1595) và tường phòng thủ
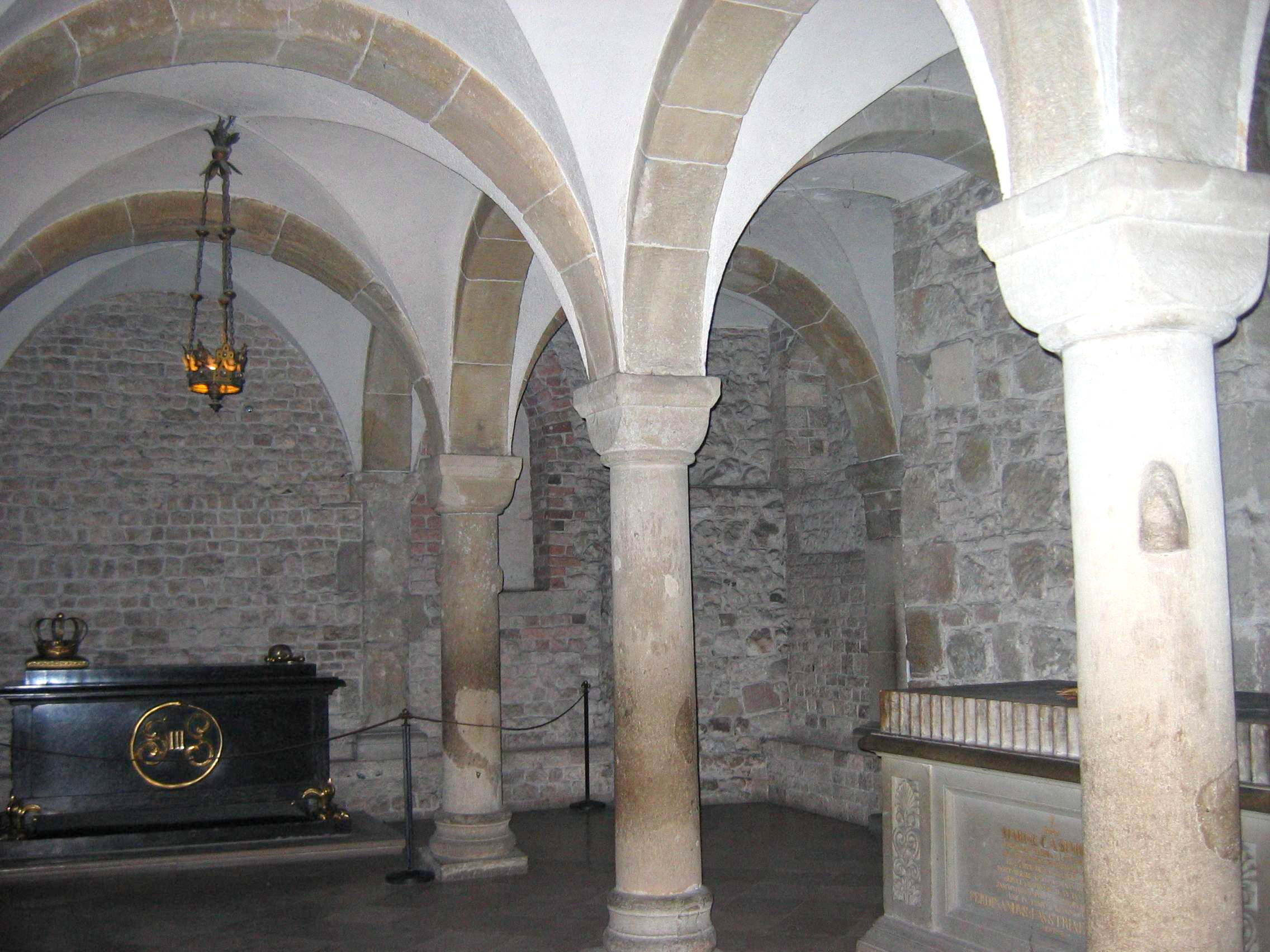
Mật mã St. Leonard dưới Lâu đài Wawel
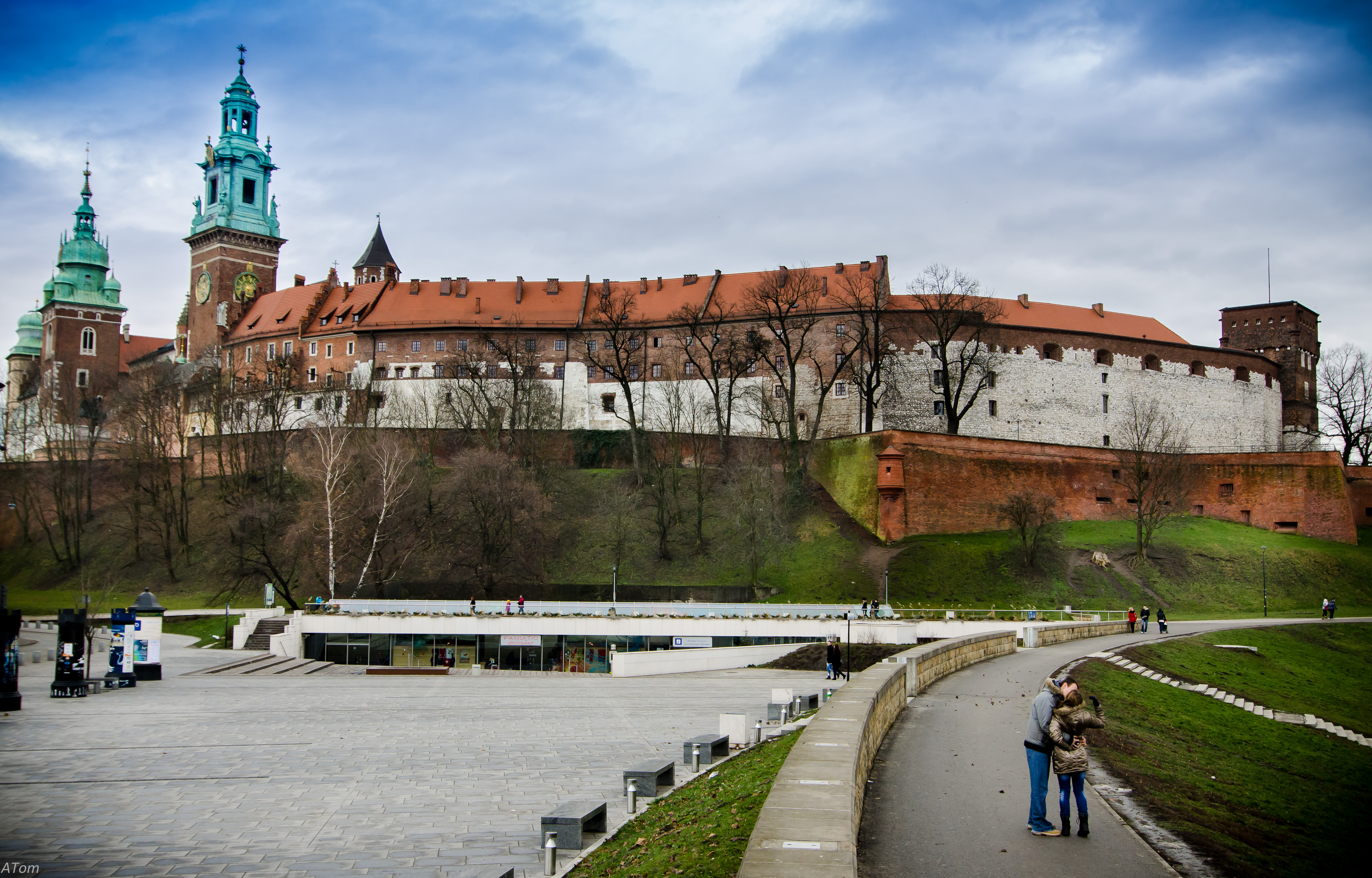
Lâu đài Hoàng gia Wawel nhìn từ Đại lộ Vistulan
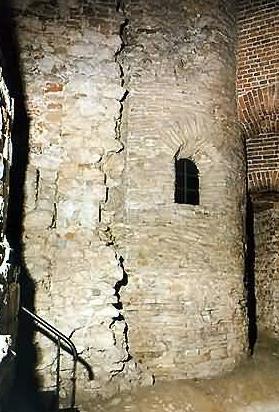
Saint Felix và Adaukt Rotunda, thế kỷ 10/11
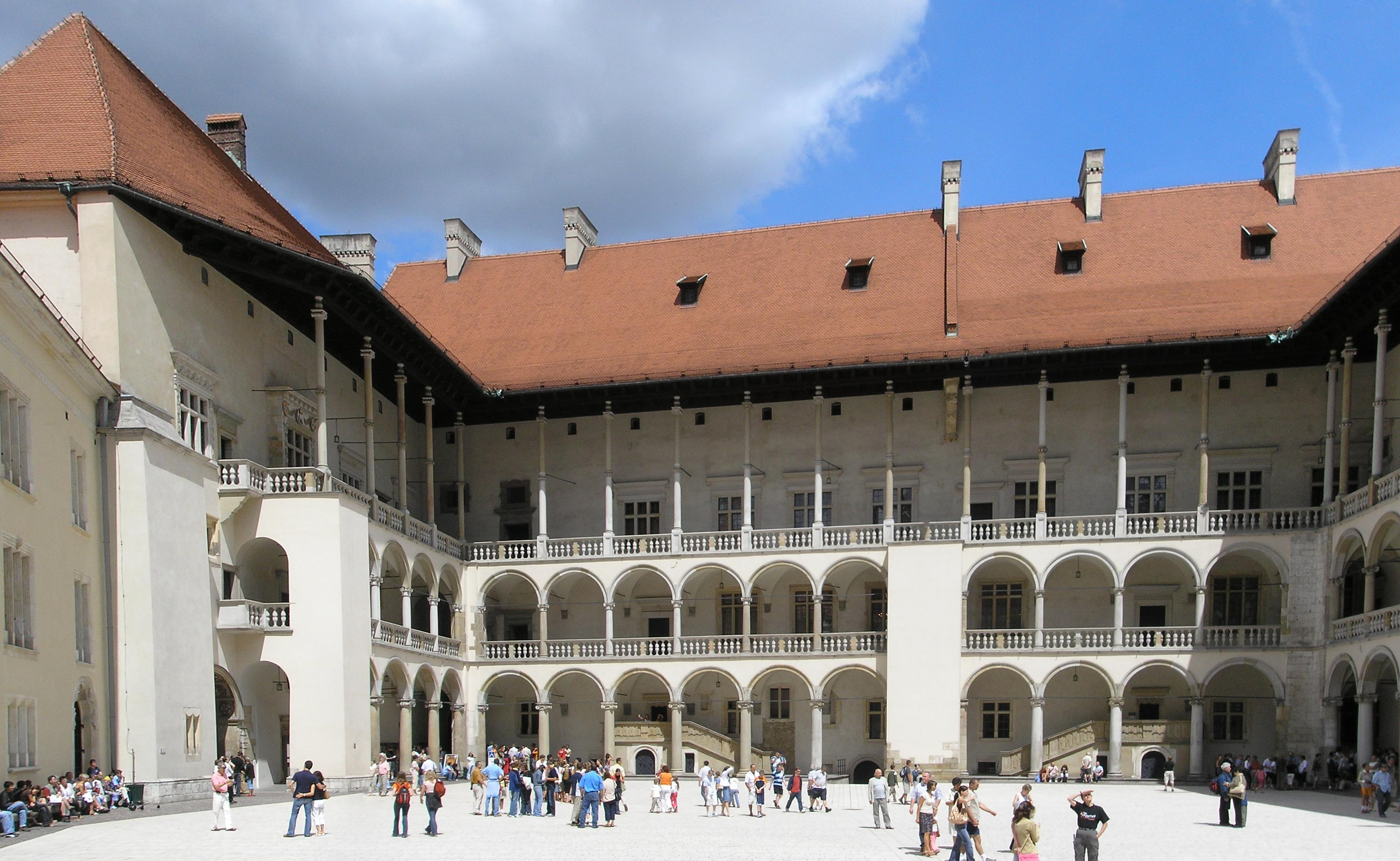
Sân trong của lâu đài vào thế kỷ 16, thời Phục hưng
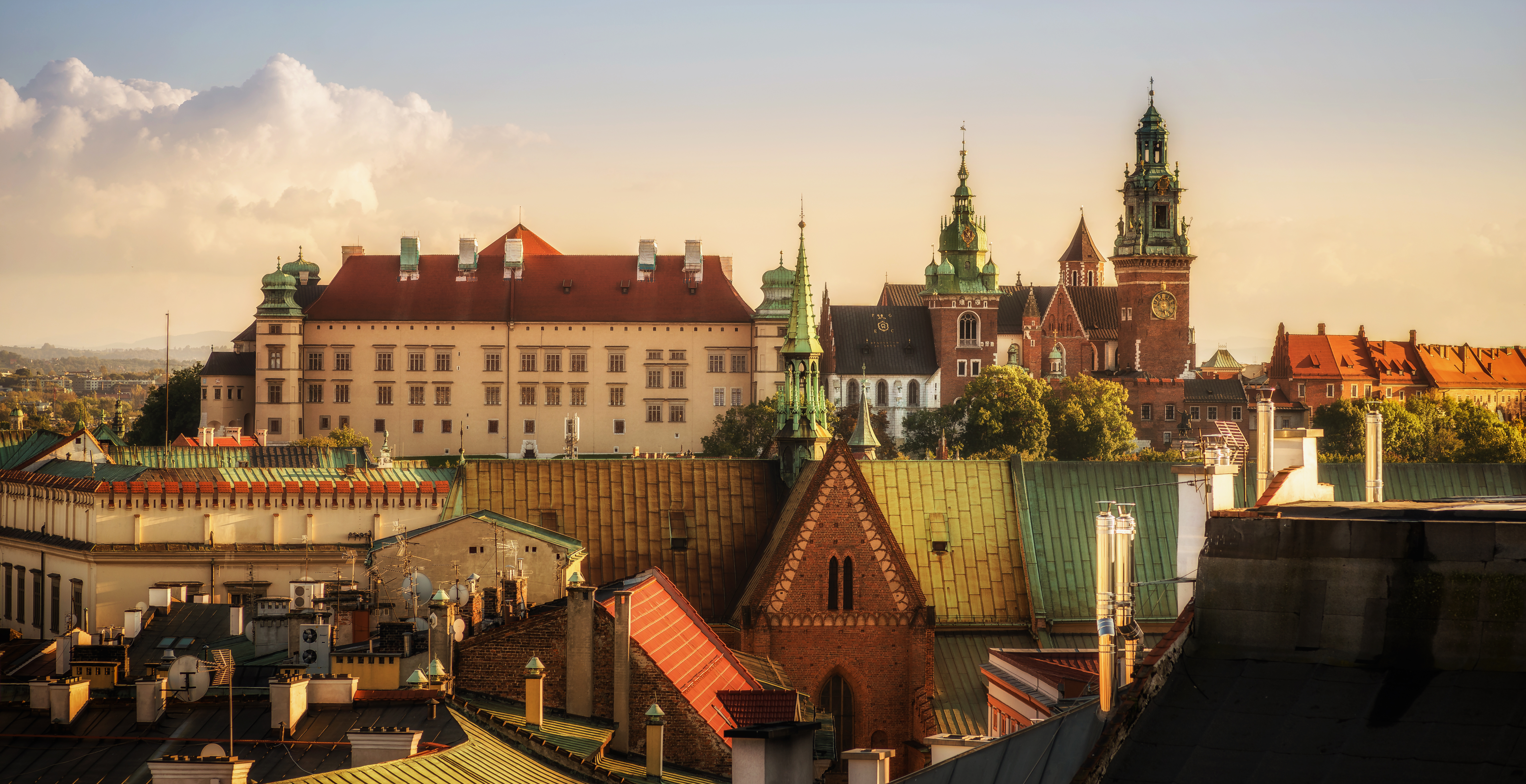
Khu chính lâu đài hoàng gia Wawel
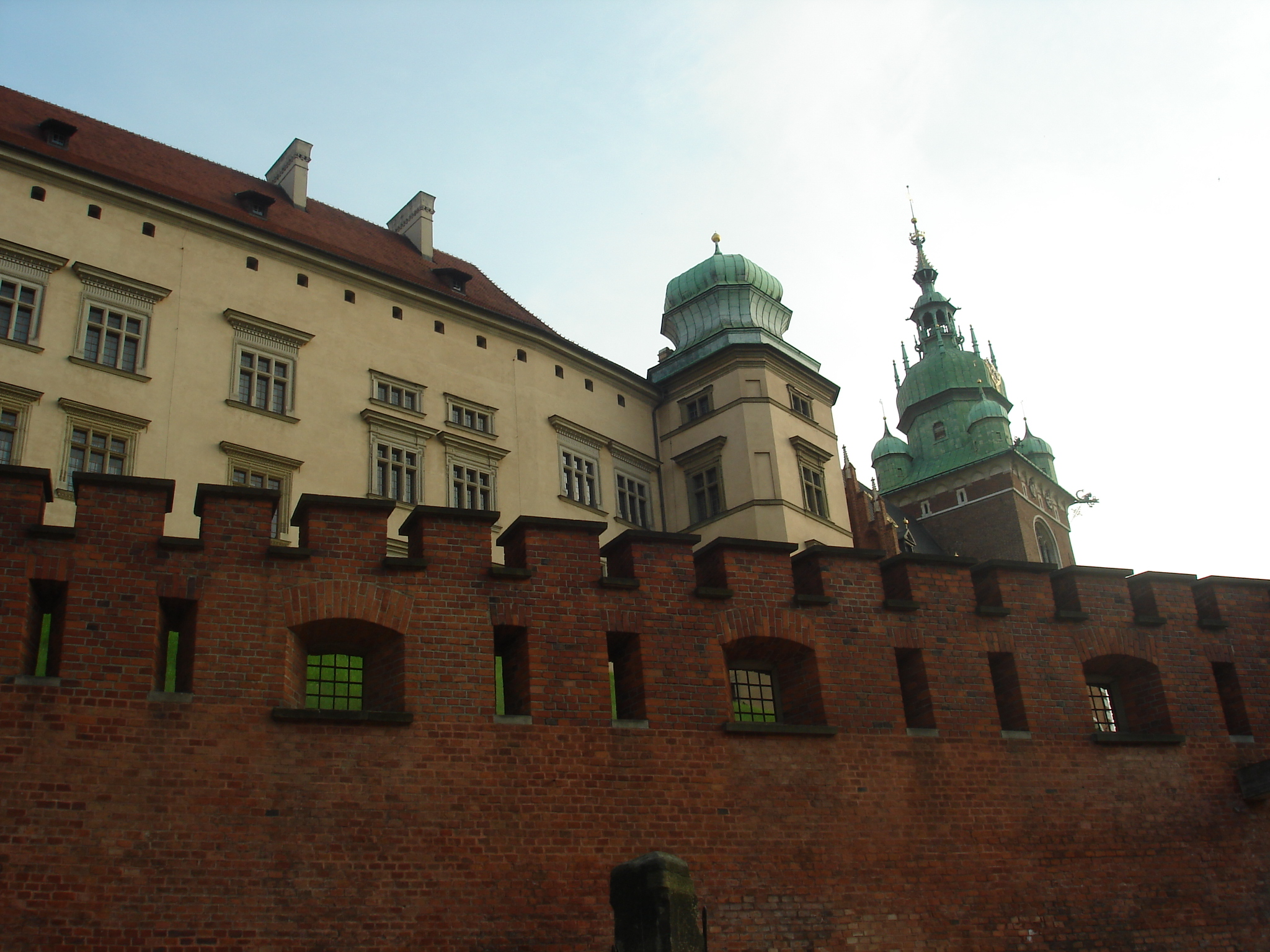
Những bức tường phòng thủ bên dưới Tháp Sigismund
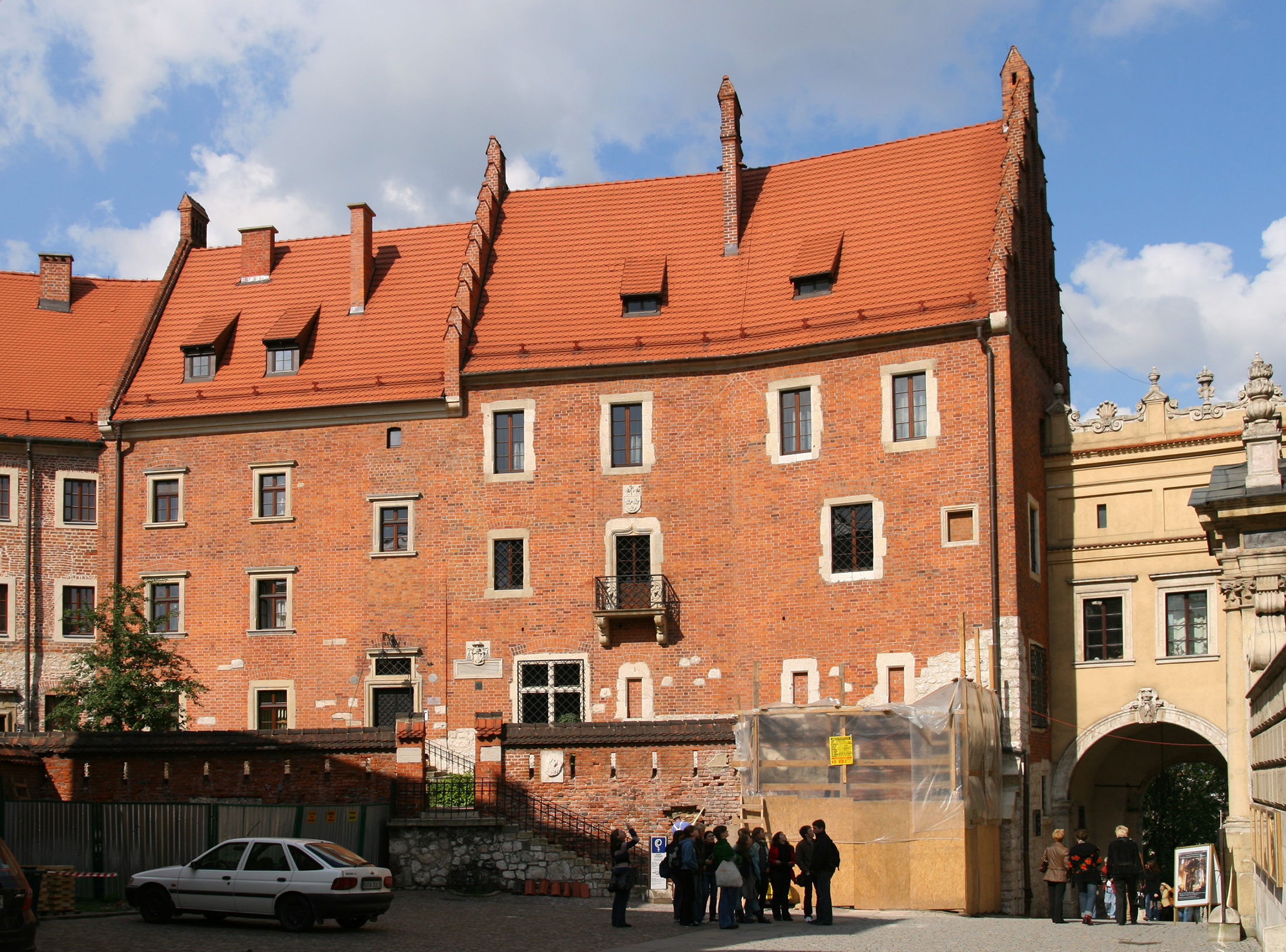
Bảo tàng Nhà thờ
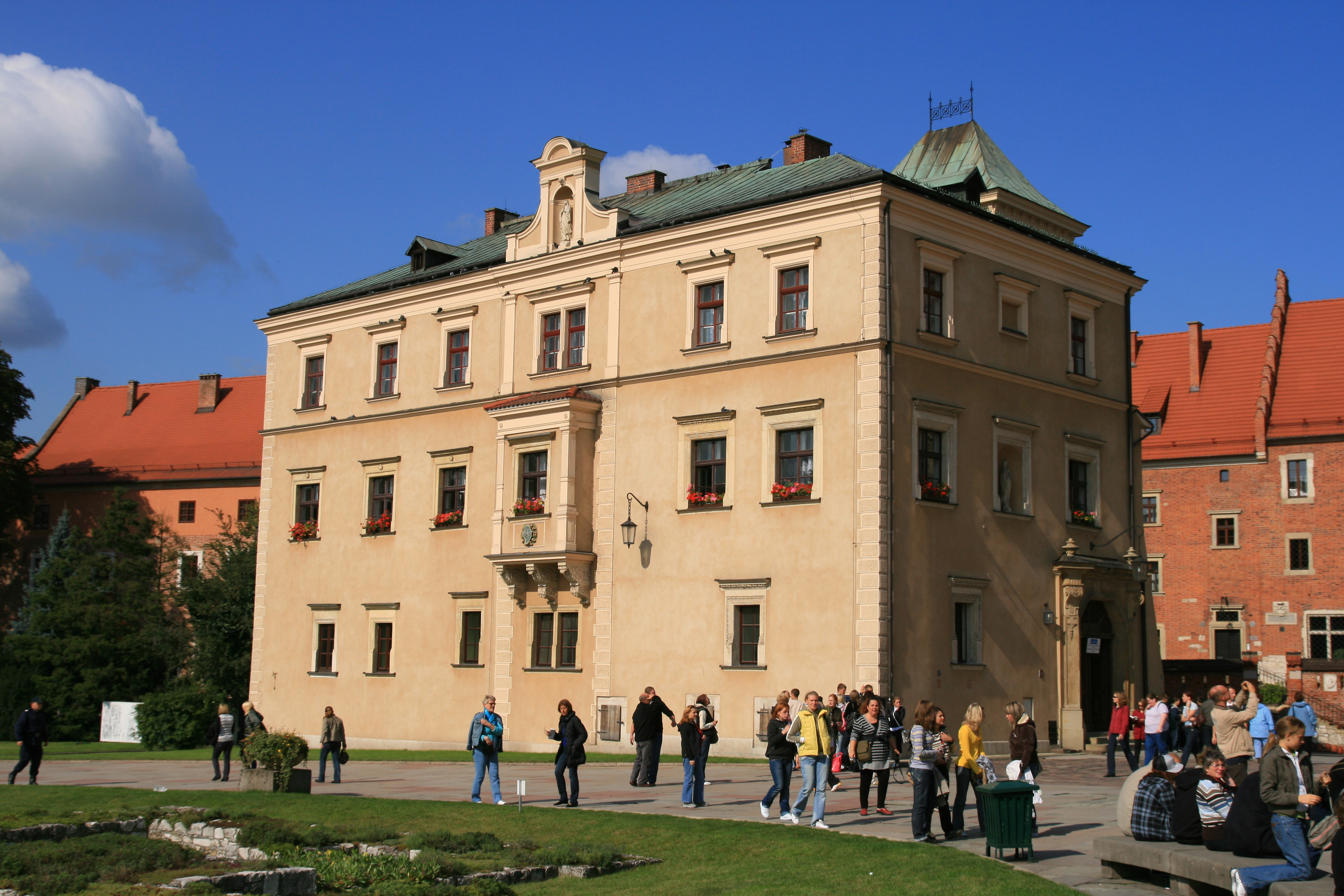
Nhà giáo xứ
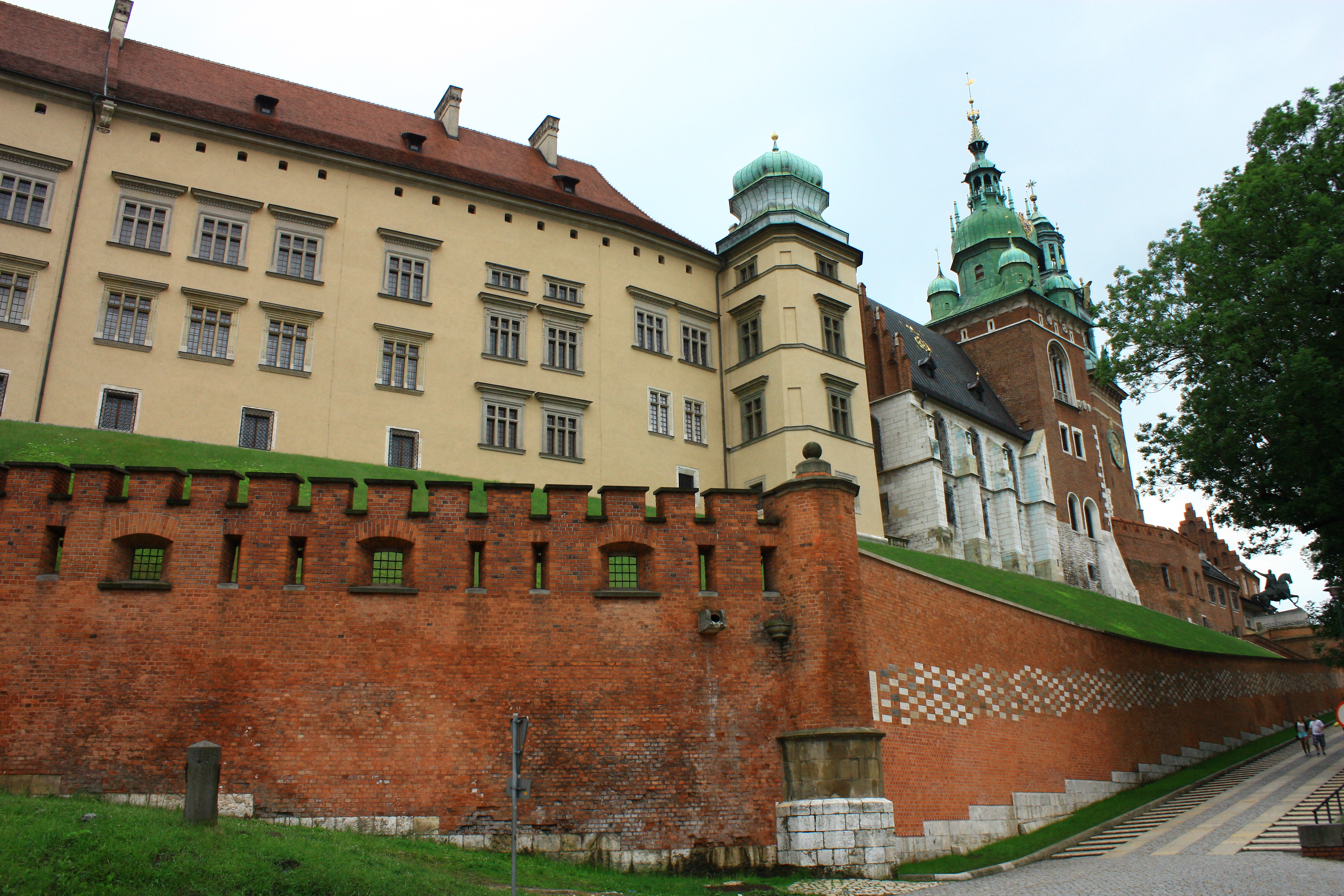
Lâu đài hoàng gia Wawel
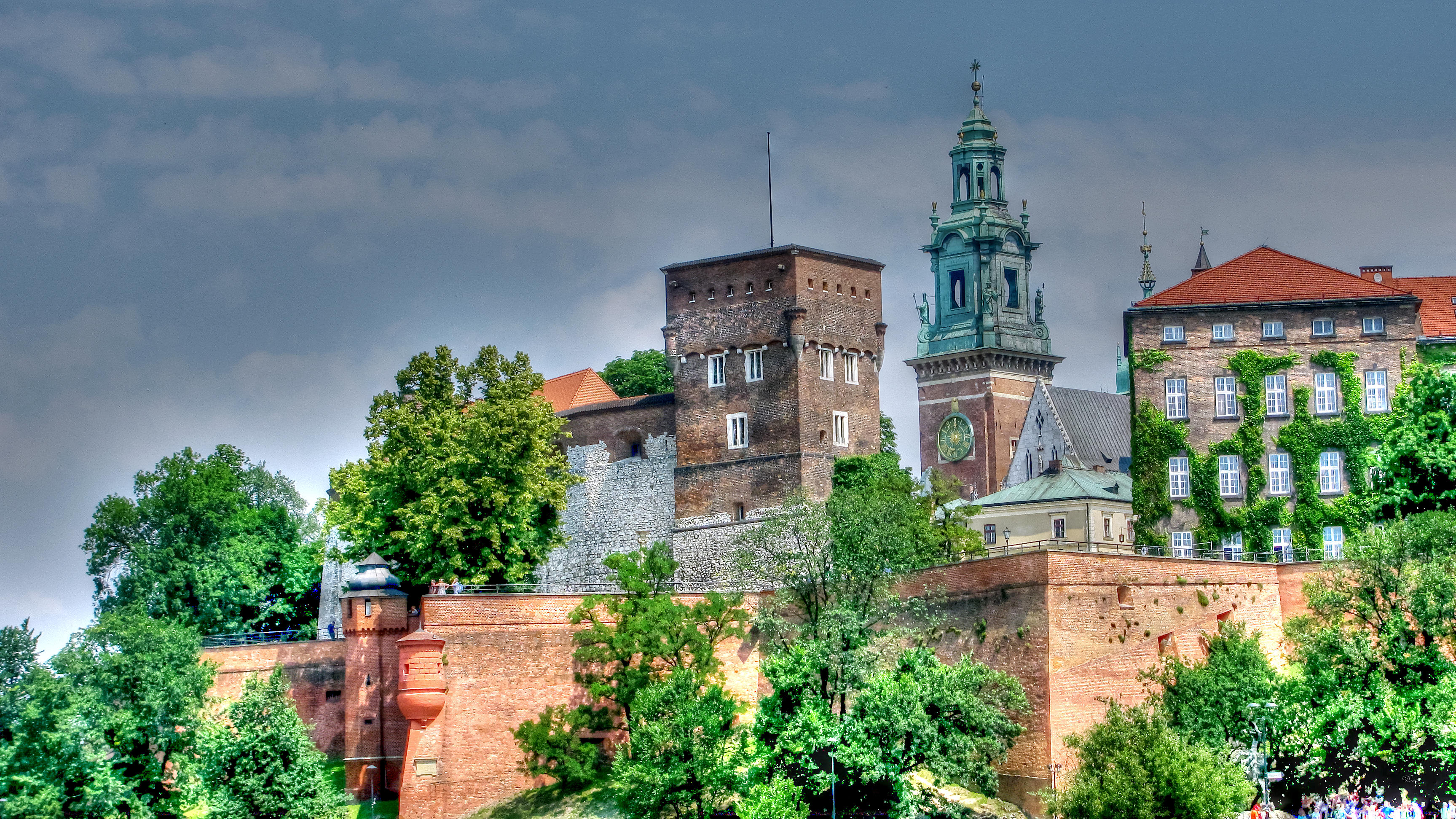
Lâu đài Wawel
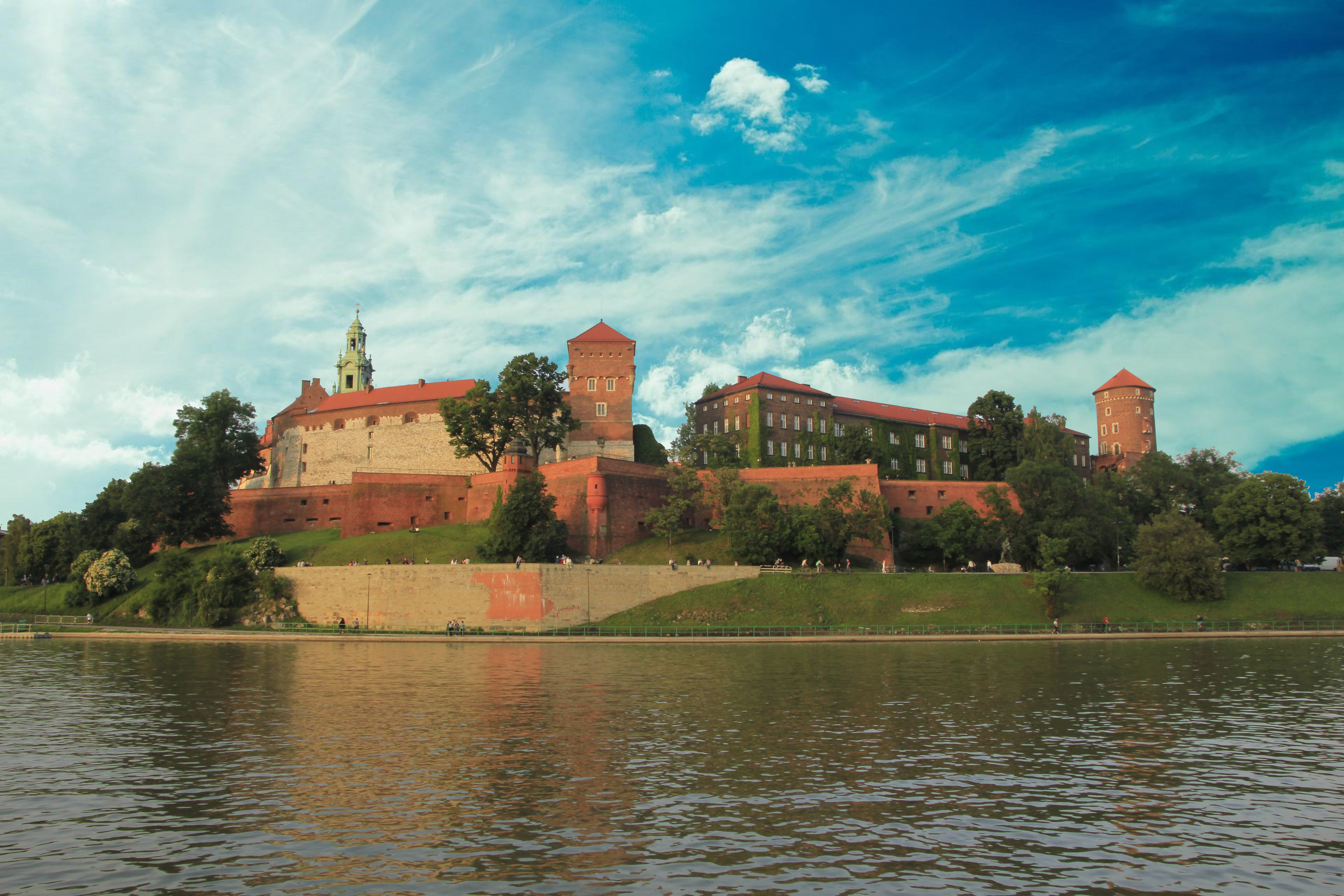
Lâu đài Wawel, nhìn từ sông Vistula
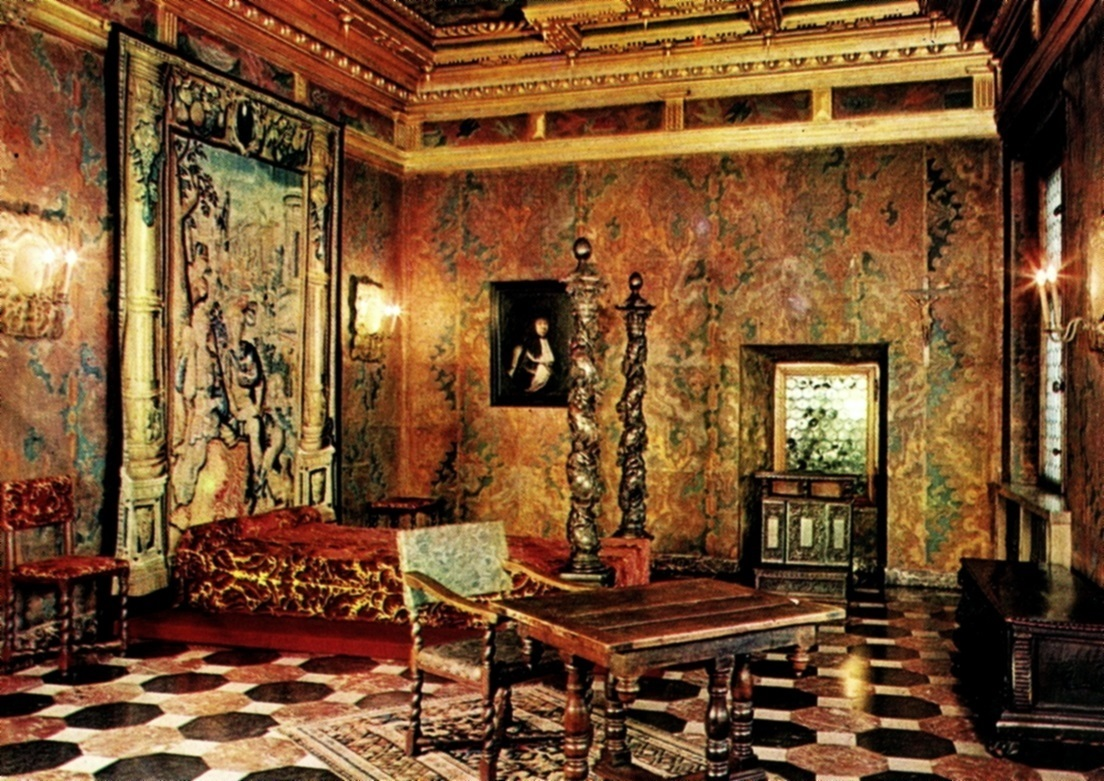
Phòng ngủ Vasa
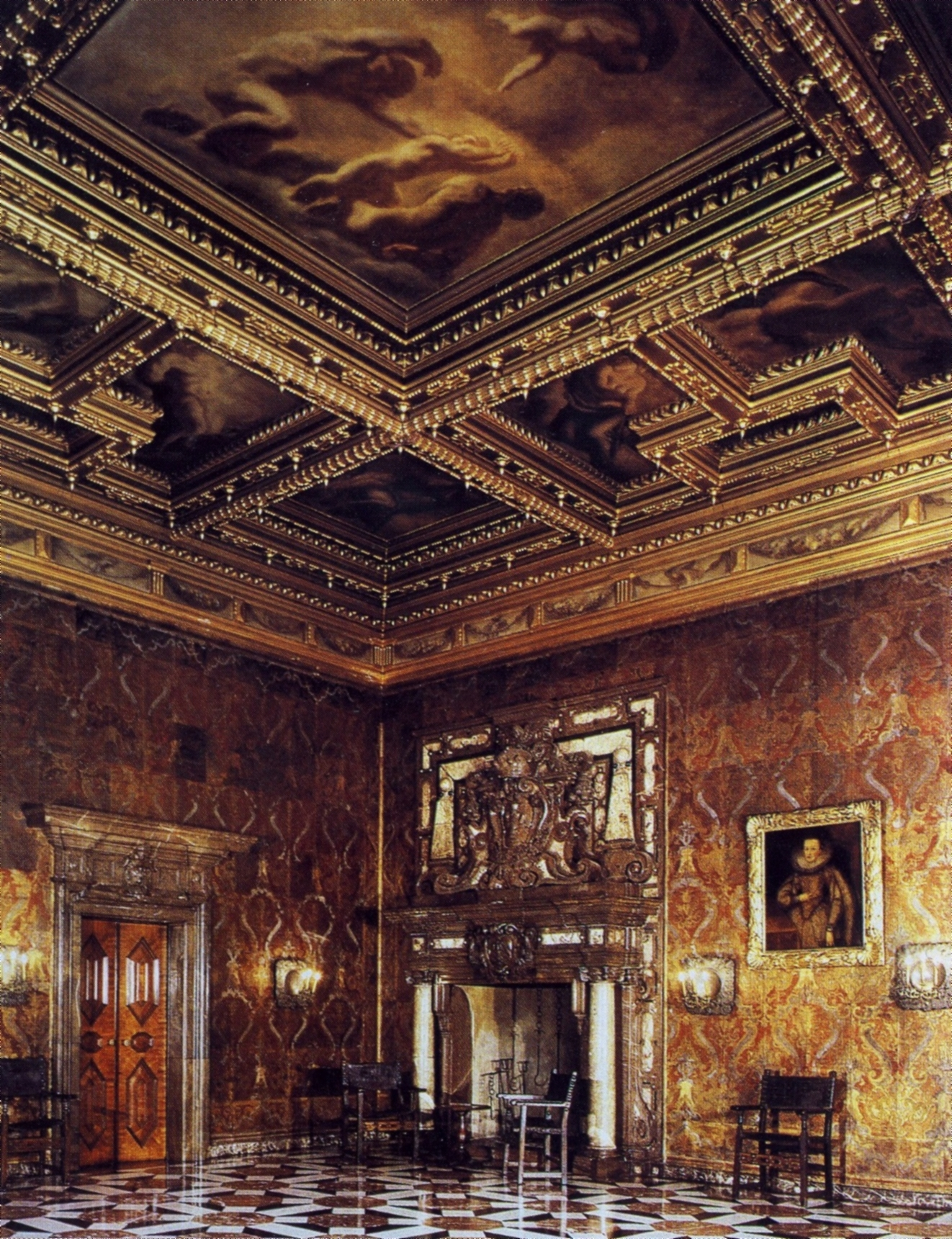
Phòng Bird tại lâu đài Wawel
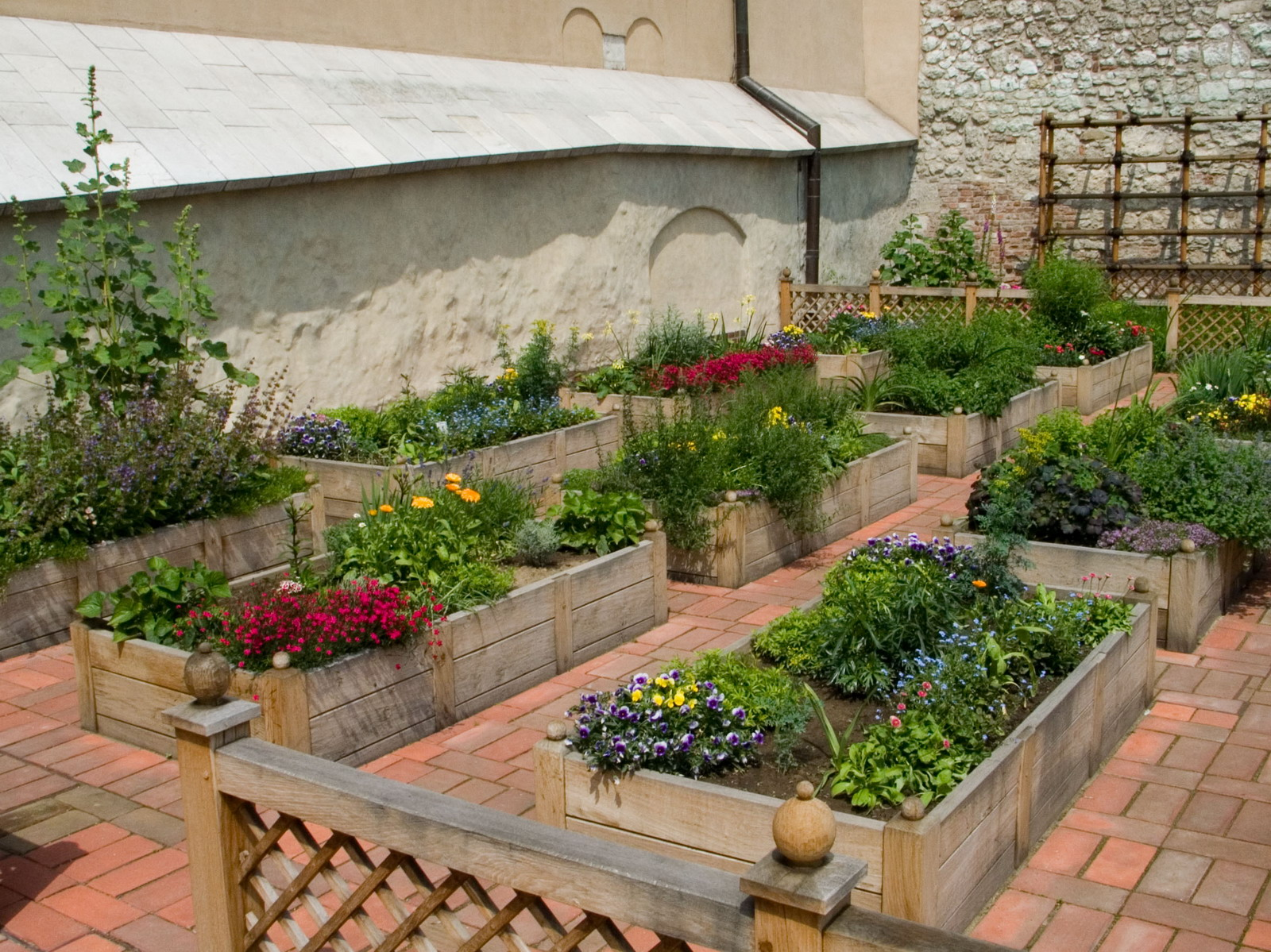
Khu vườn của Nữ hoàng Bona Sforza (1536)
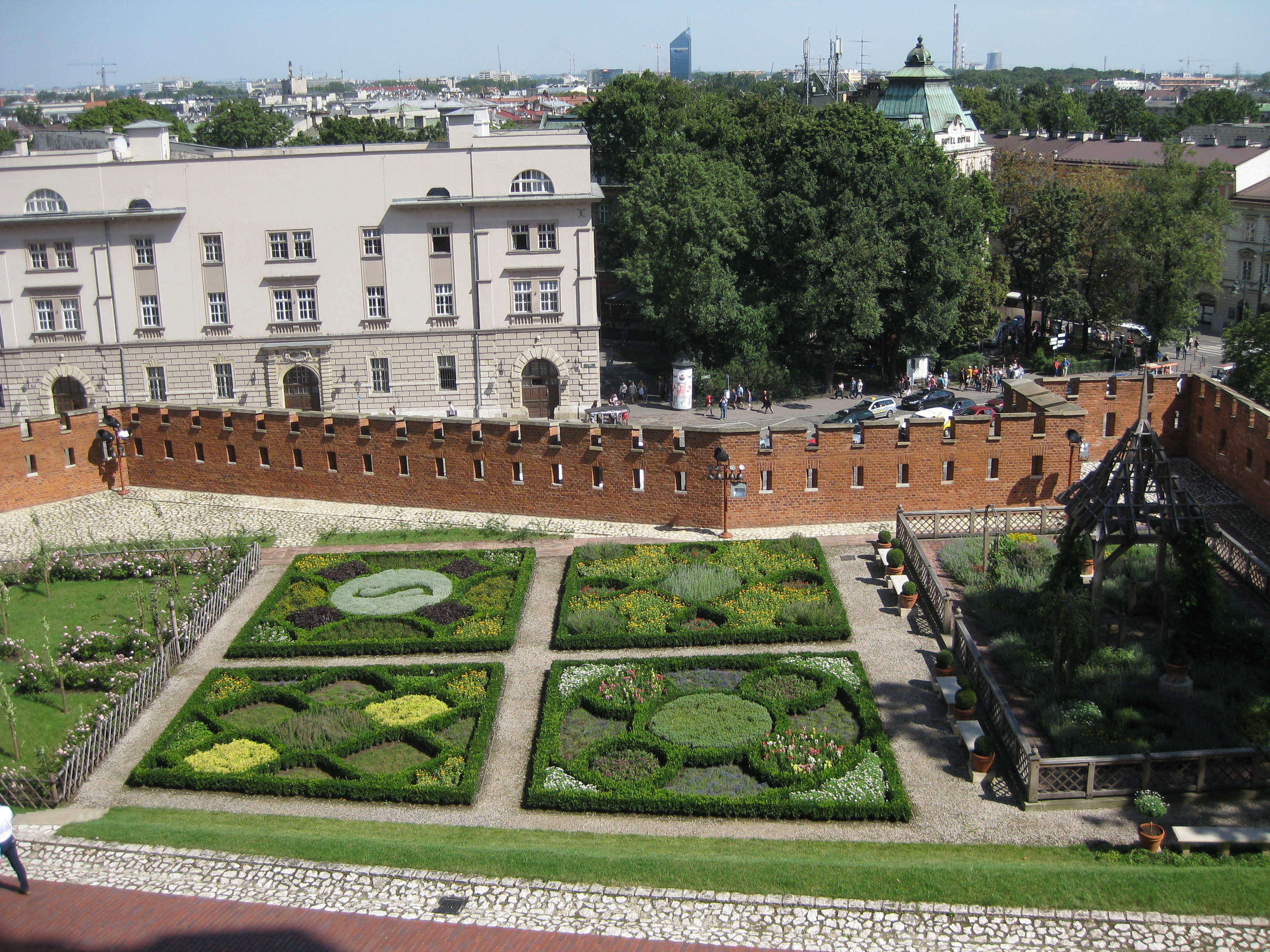
Vườn hoàng gia
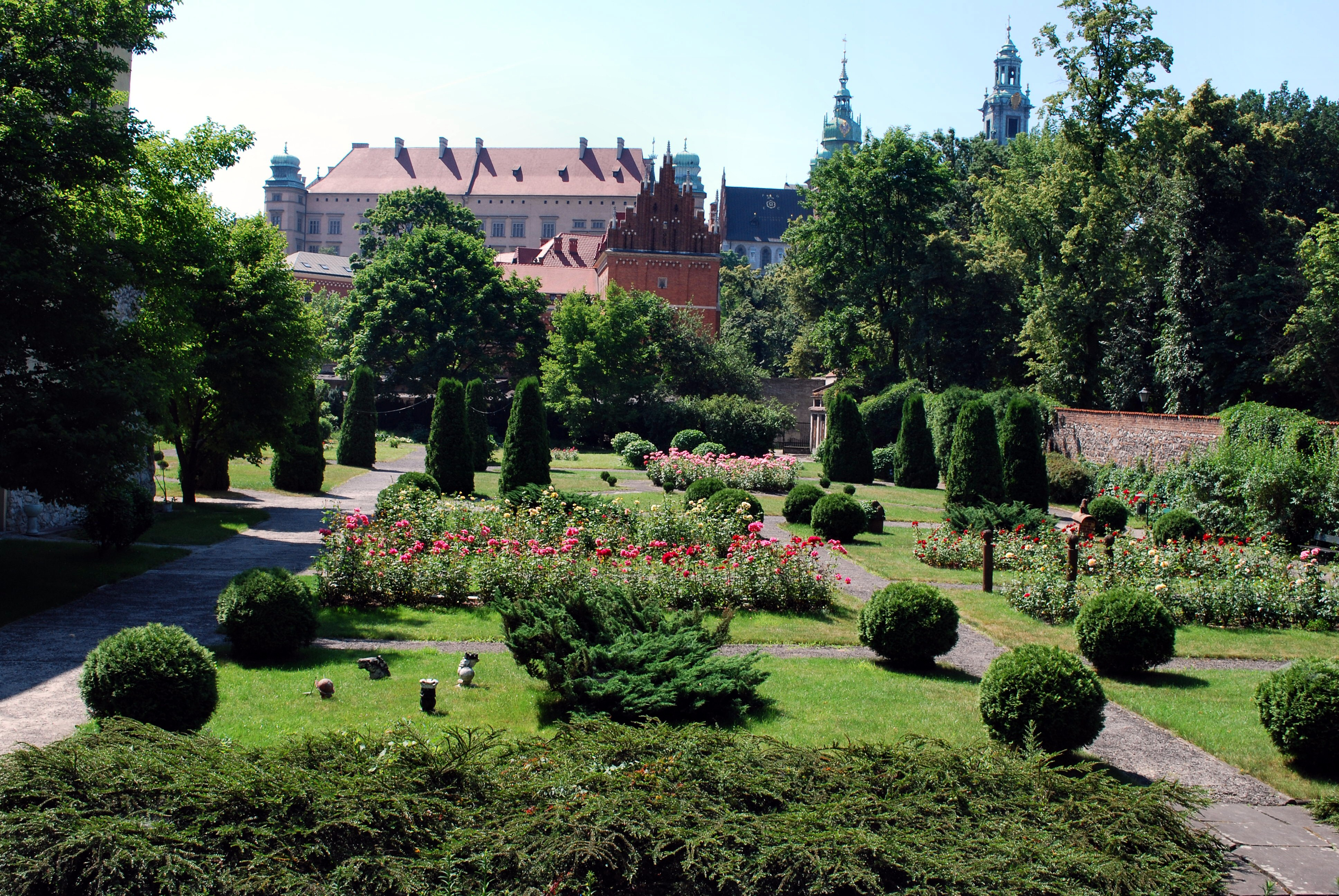
Quang cảnh từ Vườn Bảo tàng Khảo cổ ở Kraków

Tác phẩm nghệ thuật
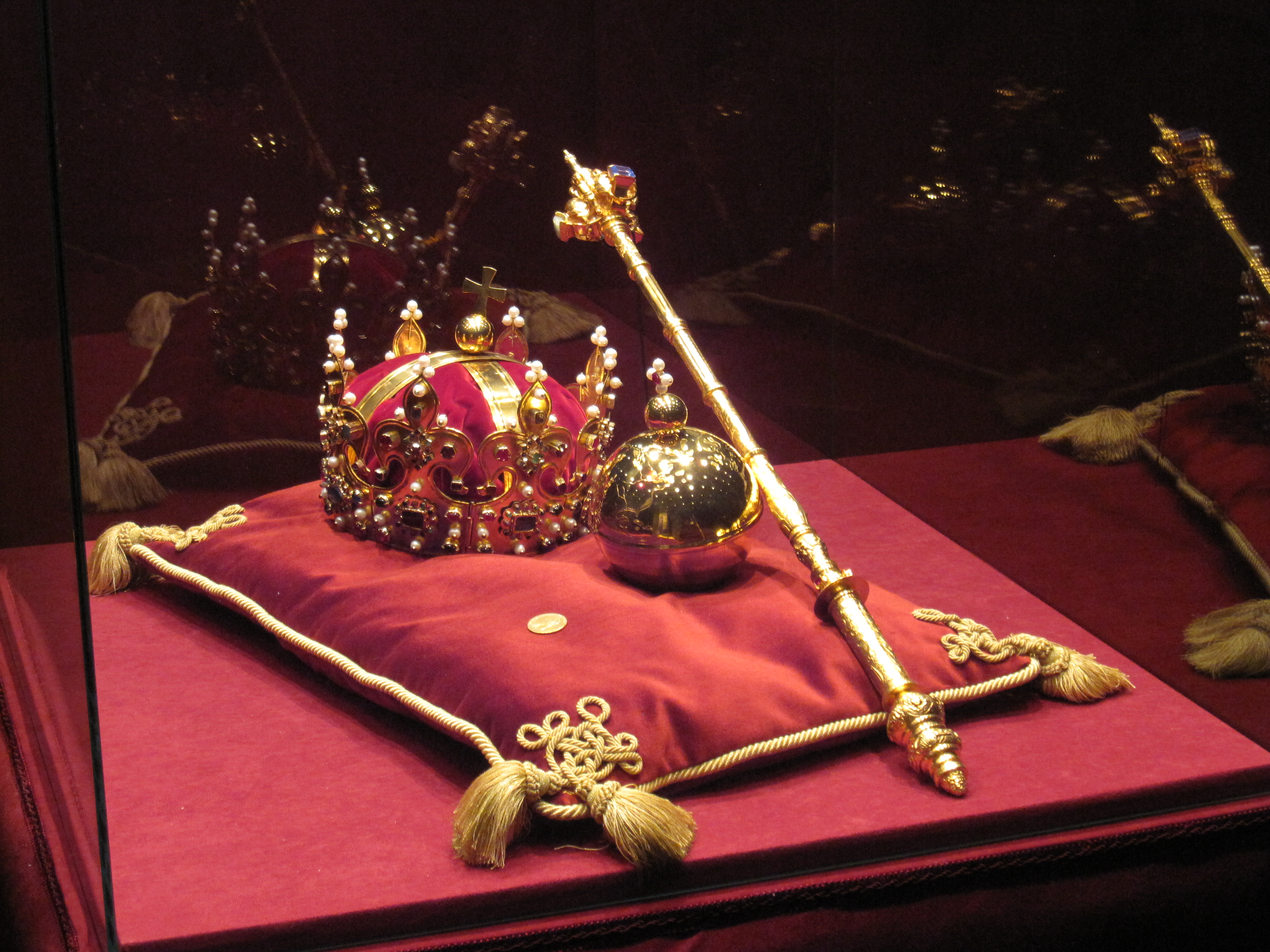
Bản sao của Vương miện Ba Lan
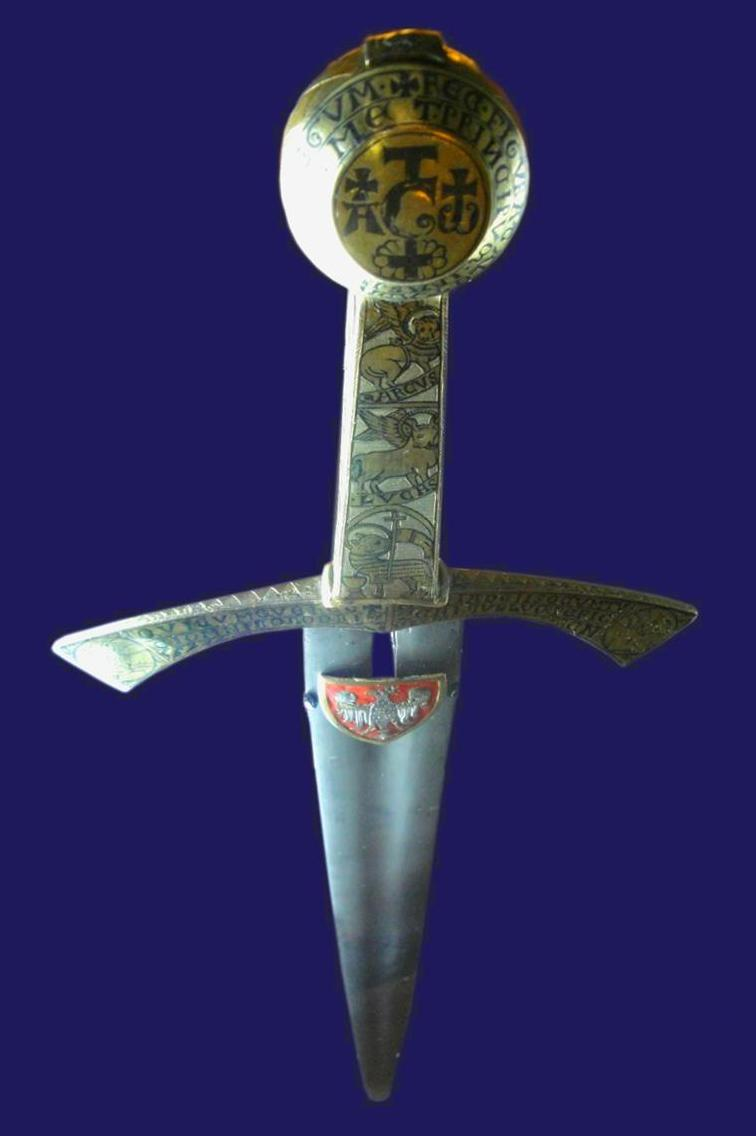
Szczerbiec, thanh kiếm đăng quang của các vị vua Ba Lan
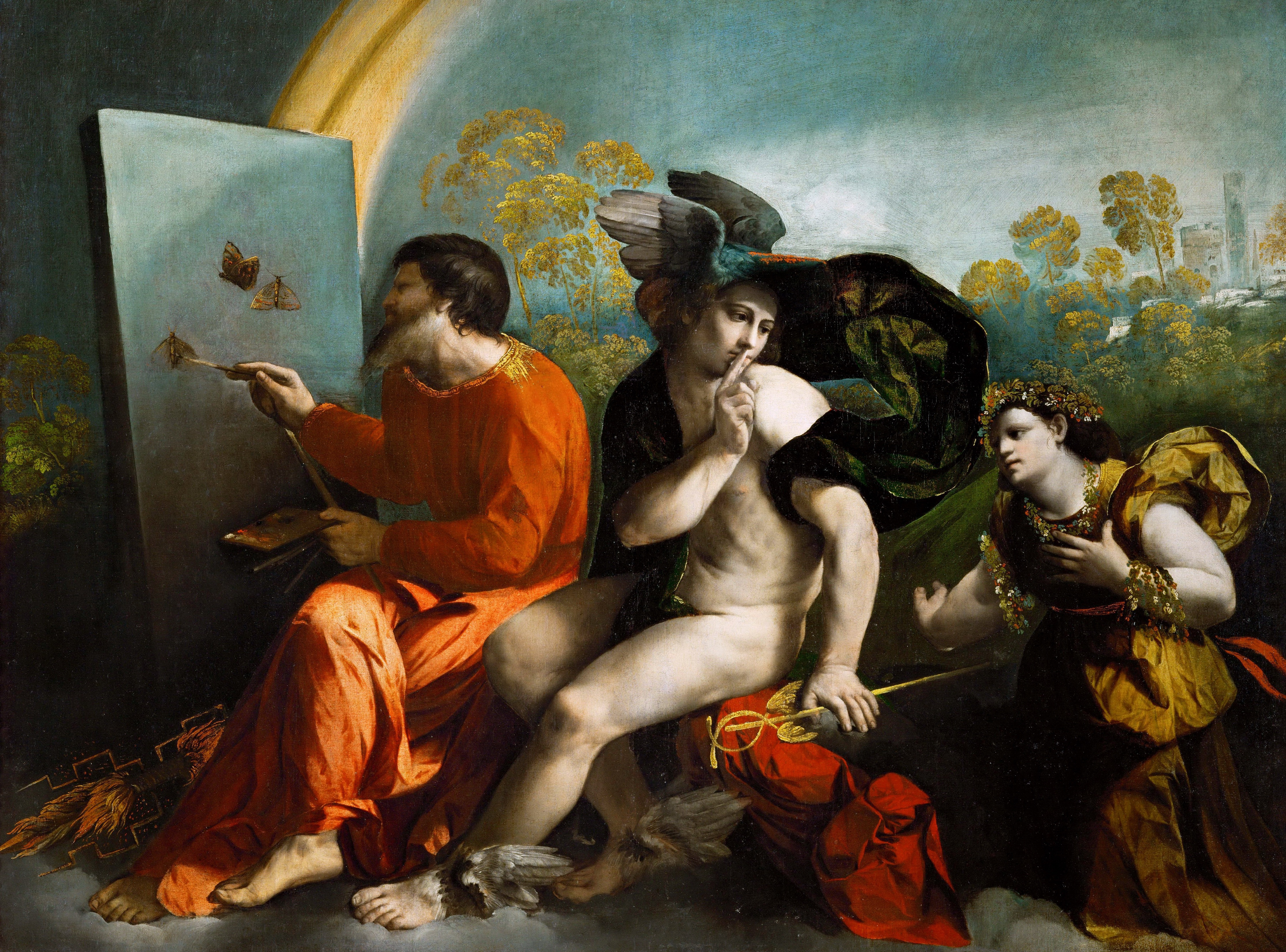
Jupiter, Mercury và Virtue của Dosso Dossi, năm 1524, là một trong những bức tranh có giá trị nhất trong bộ sưu tập của Lâu đài.
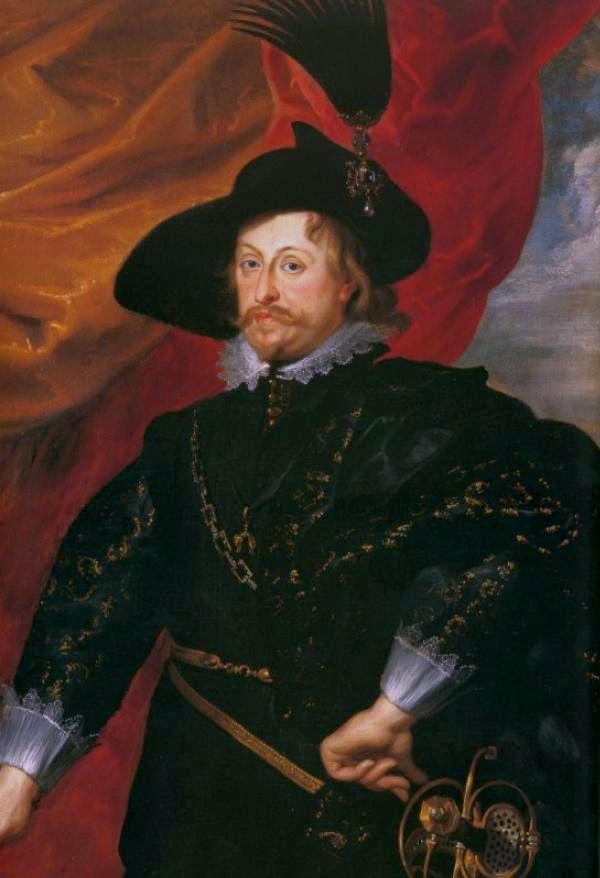
Chân dung Hoàng tử Władysław Vasa, năm 1624, Peter Paul Rubens
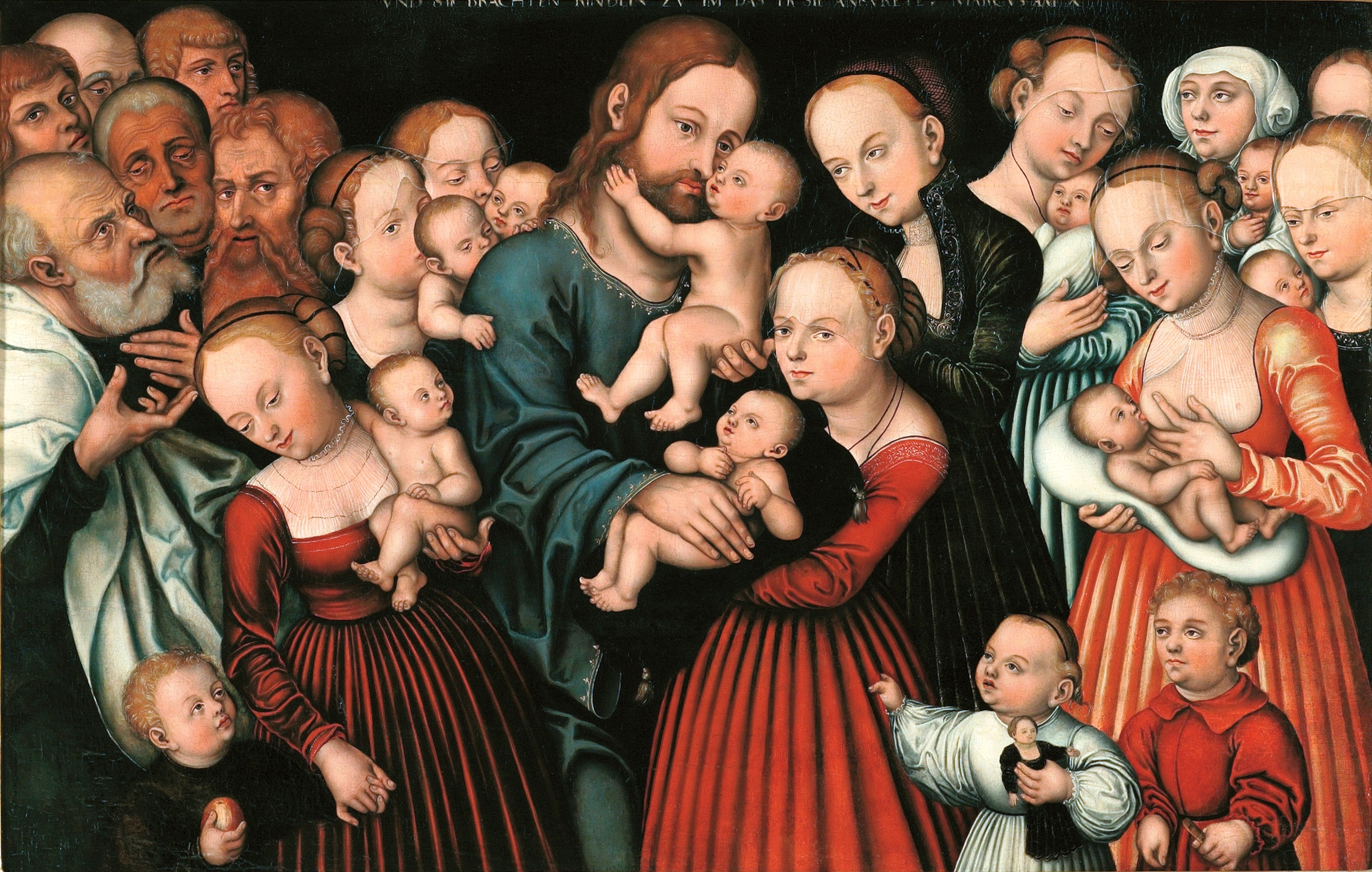
Chúa Kitô ban phước cho trẻ em, năm 1537, Lucas Cranach Trưởng lão
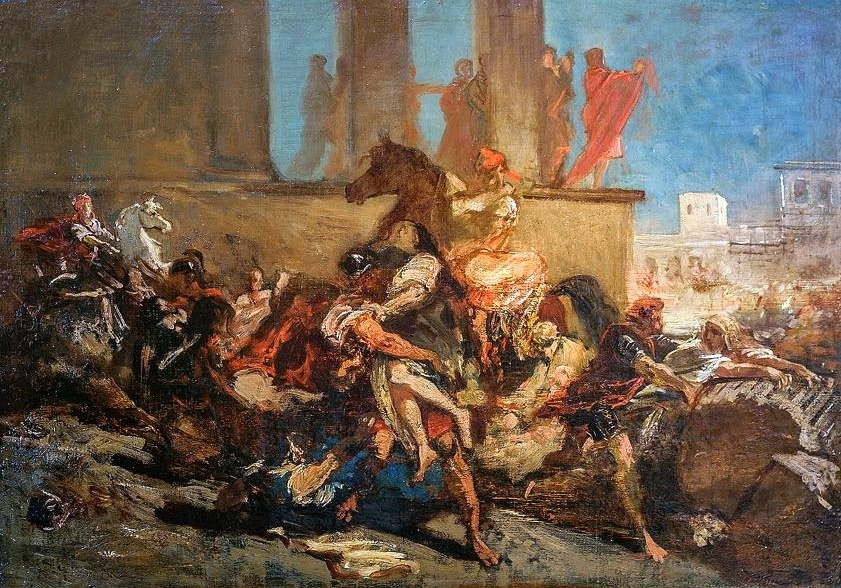
Hiếp dâm phụ nữ Sabine, thế kỷ 19, Eugène Delacroix
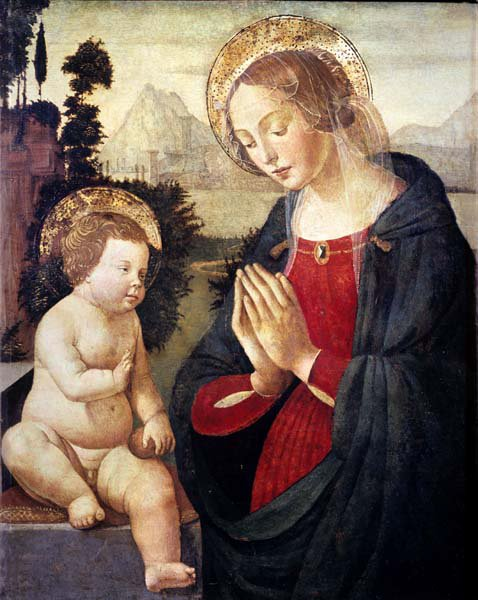
Chầu con, ca. 1490, Domenico Ghirlandaio
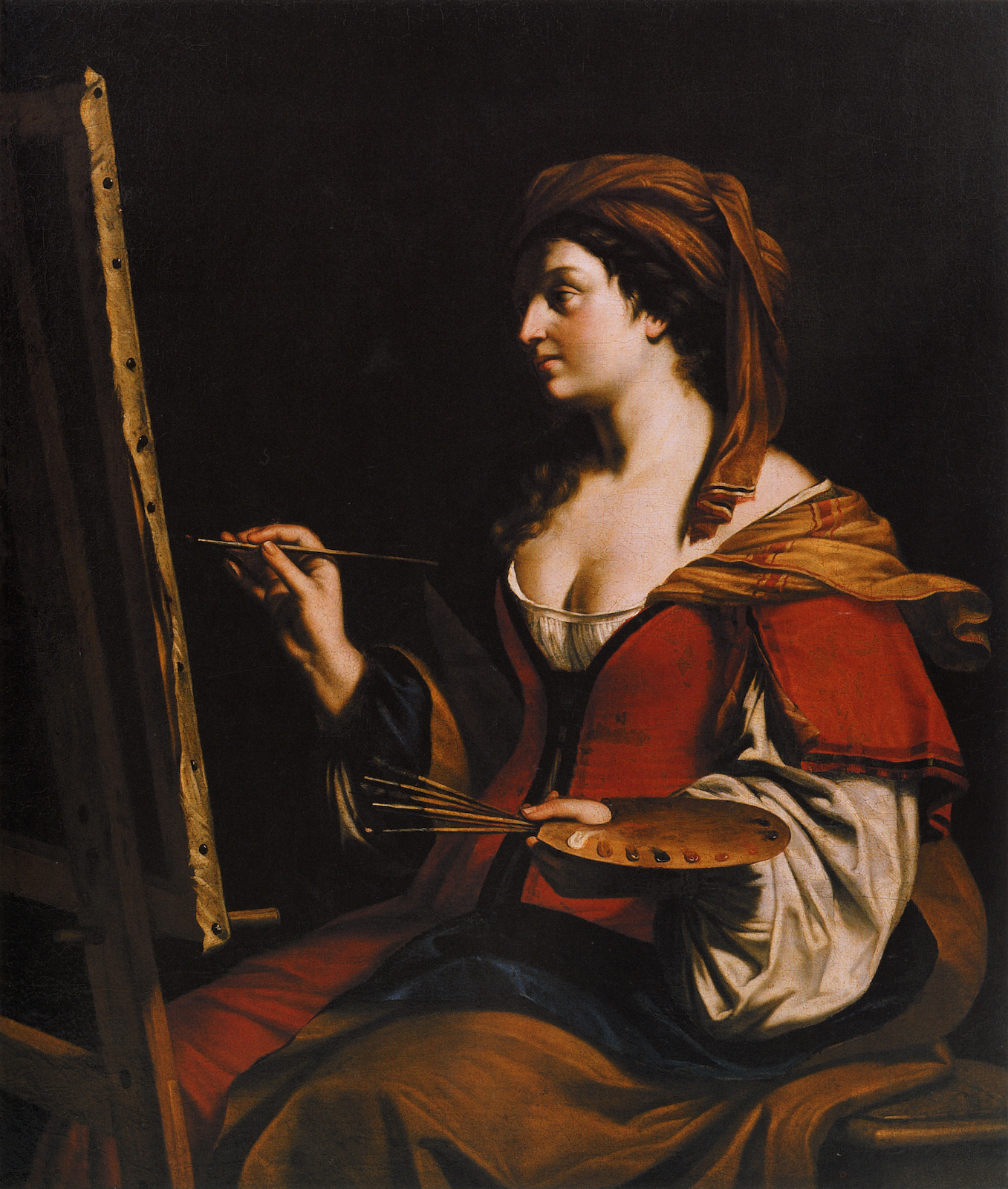
Cáo buộc về hội họa, thế kỷ 17, Guercino
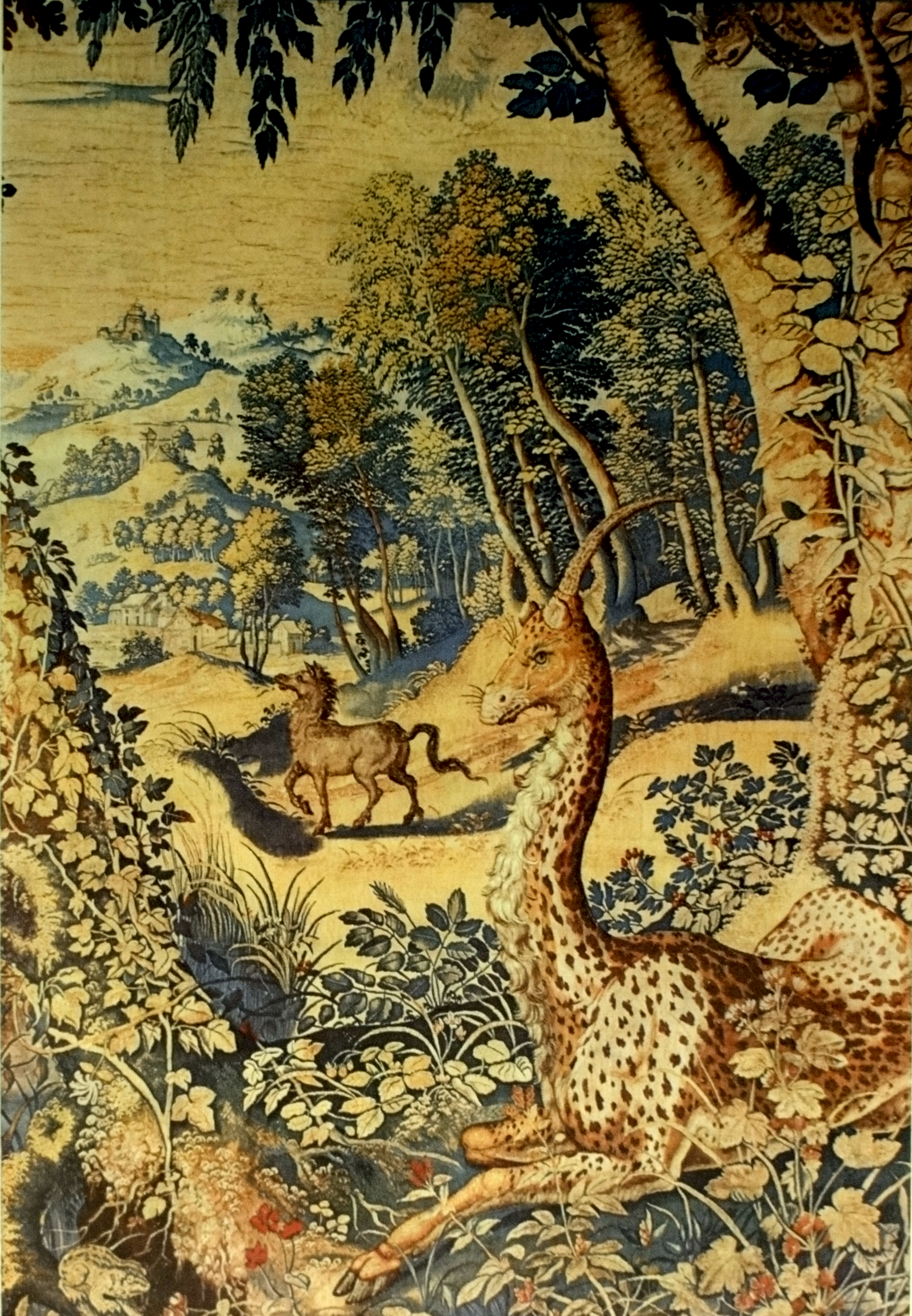
Chi tiết về Lynx và Unicorn, một tấm thảm được dệt ở Brussels theo thiết kế của Michiel Coxie, ca. 1550
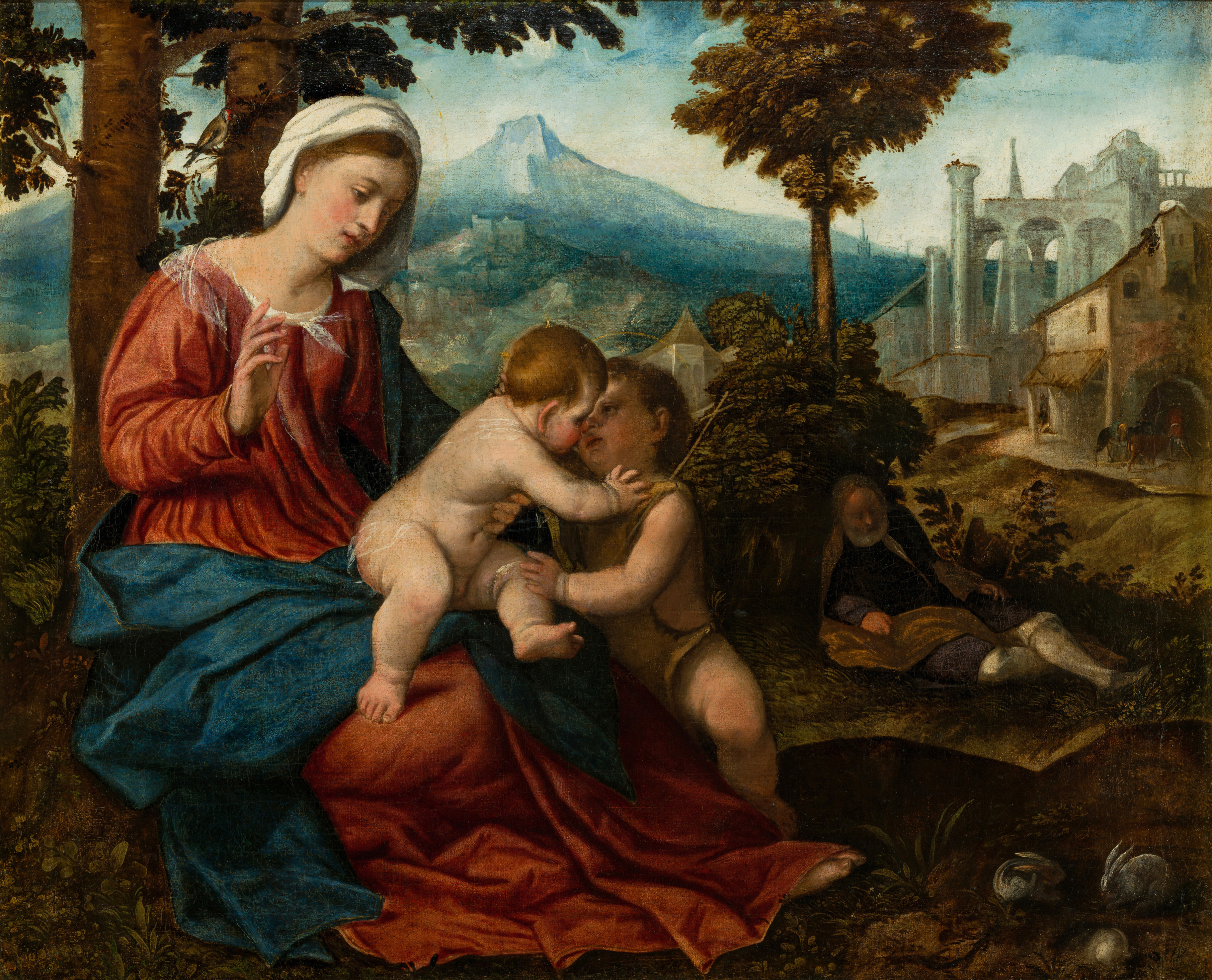
Thánh gia, thế kỷ 16, Bonifazio Veronese
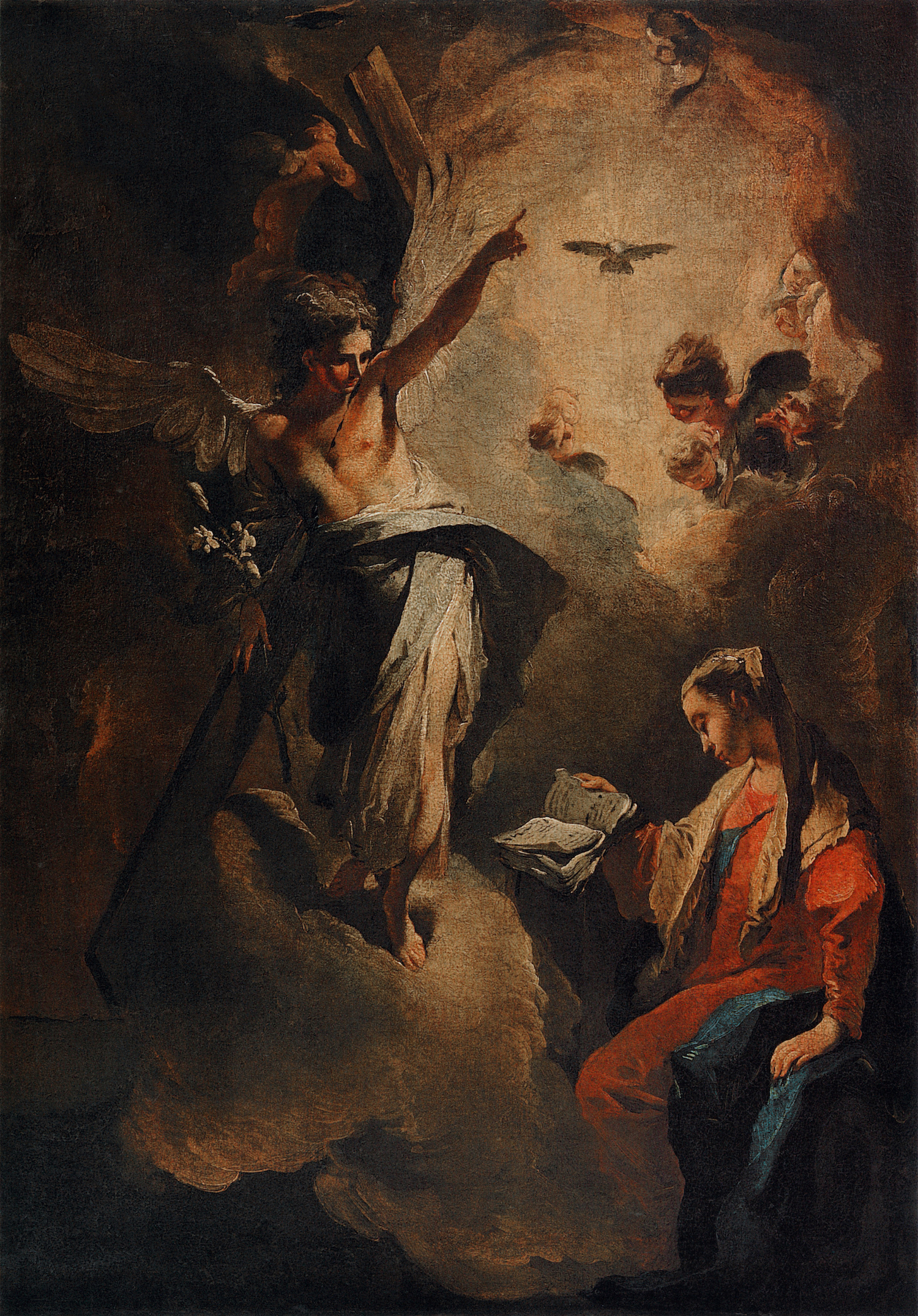
Thông báo, ca.1725, Giovanni Battista Tiepolo
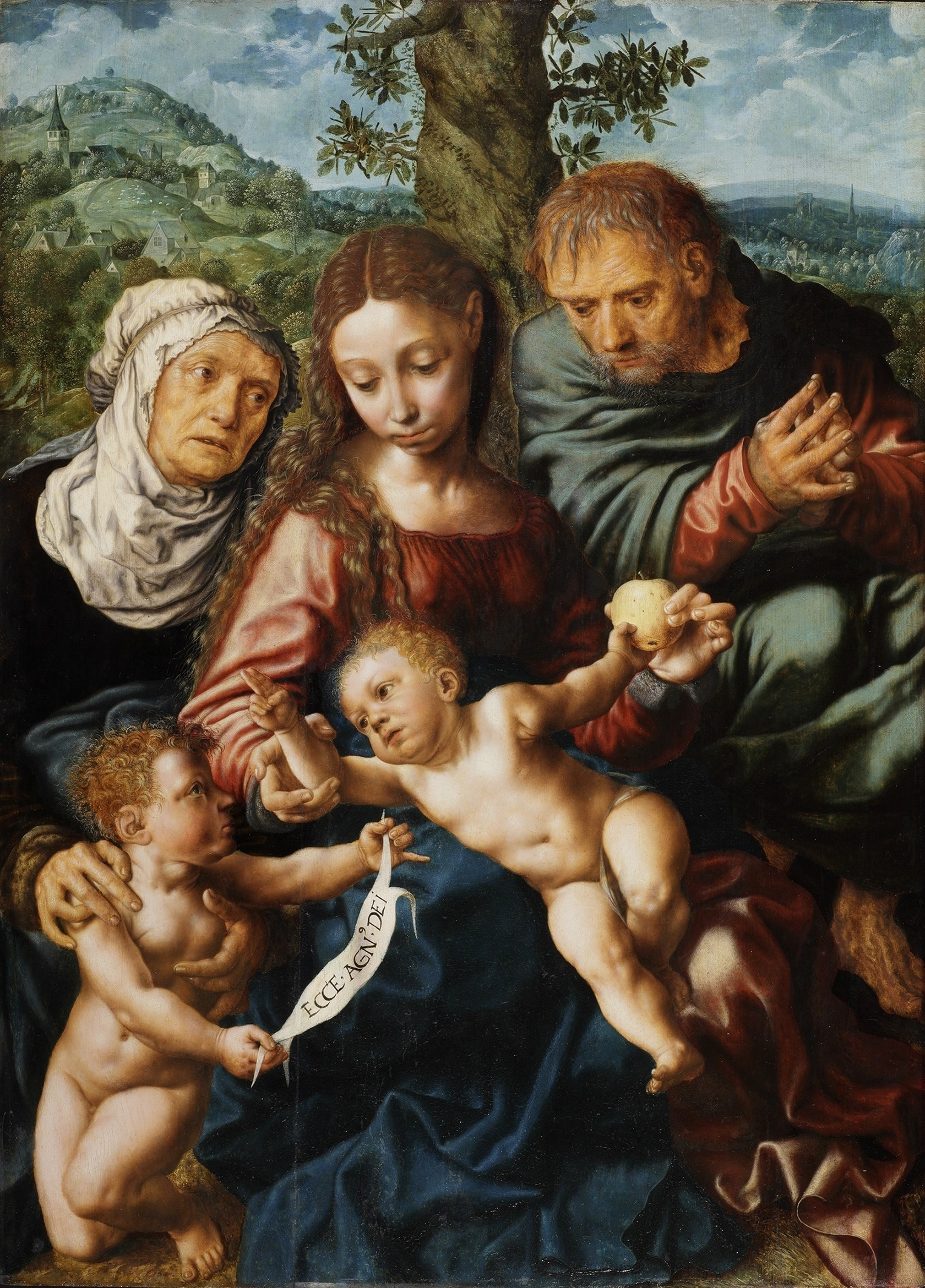
Gia đình thánh, năm 1540, Jan Sanders van Hemessen
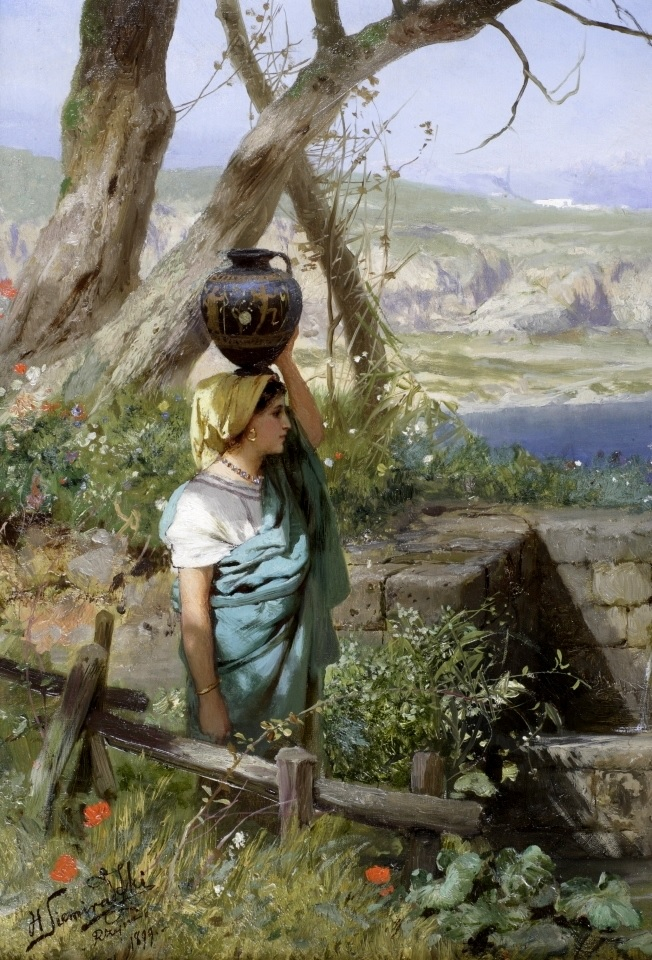
Vào mùa xuân năm 1899, Henryk Siemiradzki
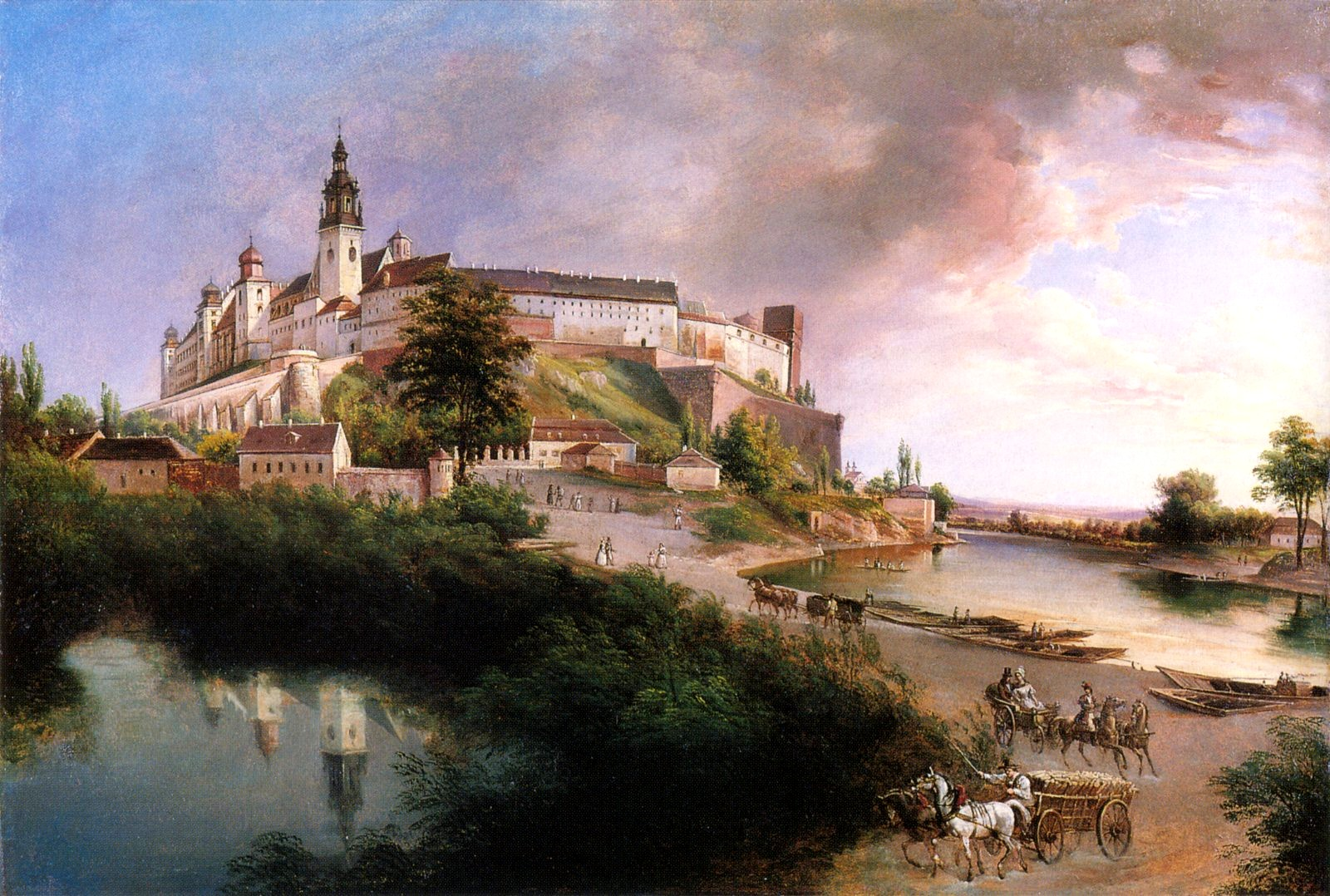
Một cái nhìn của Wawel từ Tây Bắc, năm 1847, Jan Nepomucen Głowacki